# いすゞ・キュービック
キュービックはかつていすゞ自動車が製造、販売していた大型の路線バスである。大型車のキュービックLVと、9m大型車のキュービックLTからなる。1984年（昭和59年）3月に昭和58年排出ガス規制に対応し、CJM/CQM系をフルモデルチェンジして発売された。幾度かの改良を経て、2000年（平成12年）5月にエルガへフルモデルチェンジする形で生産終了した。

## 標準車体
いすゞバス架装指定メーカーの川重車体工業（後のアイ・ケイ・コーチ）が開発したキュービックボディは特徴的な外観を有する。デザイン開発は三菱自動車出身のインダストリアルデザイナー、株式会社コボの山村真一が担当した。
前面は特徴的な1枚窓で、左右には独特の三角固定窓を持ち運転席からの視野拡大を実現している。ワイパーはオーバーラップ式が標準であるが、降雪地域を主として国鉄バスや札幌市交通局では平行連動式を導入している。車体はスケルトン構造を採用しているが、外板の接合にリベットを使用している箇所も多い。当時のカタログには「リベットレス化を可能とするスケルトン構造と剛性に優れたモノコック構造の長所を生かした骨組み構造を採用」との記述がある。
日本車離れした前面のスタイルは、1971年の発表時に機能とデザインの調和が高い評価を受けた、フランスのベルリエ・PR100（現ルノートラック・PR100 (仏語版)）の影響を受けた（あるいは参考にした）といわれる。
1984年の登場時はLVのみで、LTは少し遅れて1985年（昭和60年）から架装された。このため、LTの最初期に製造されたもので川重車体工業製の車体を架装した場合は、K-EDM430と同じモノコックボディーが架装された。

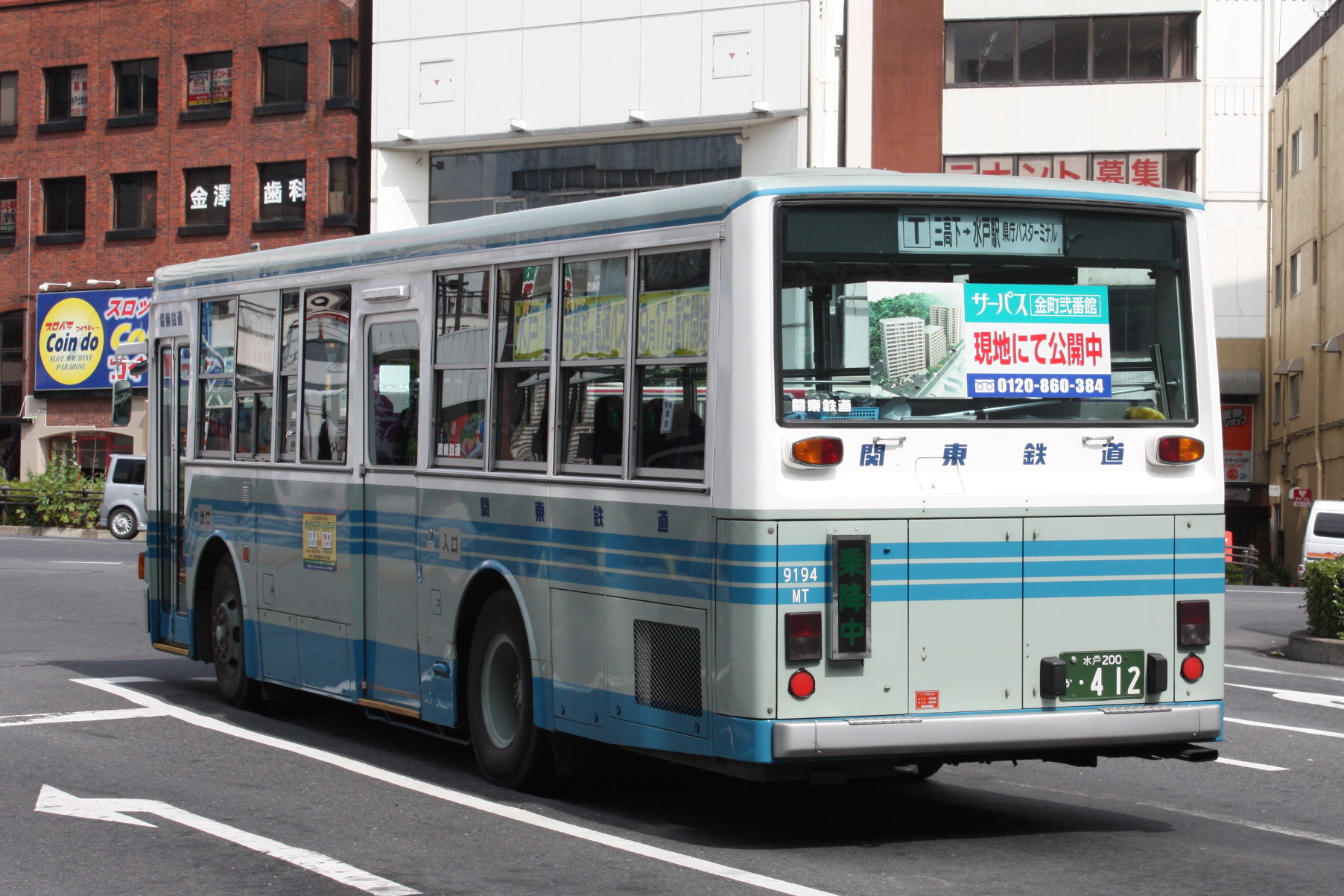
P-代のリア側 P-LV314L 関東鉄道
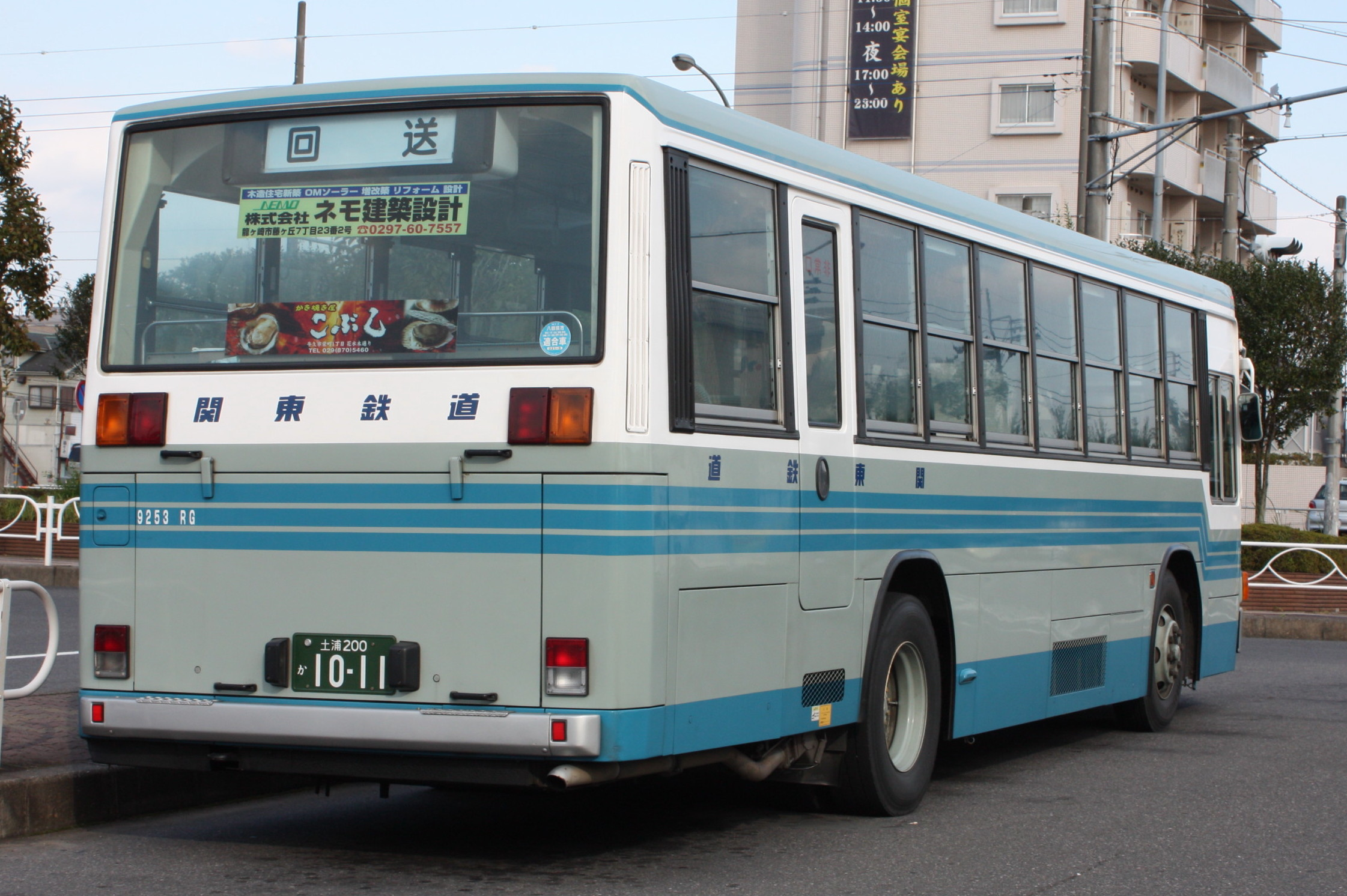
U-代のリア側 U-LV324L 関東鉄道
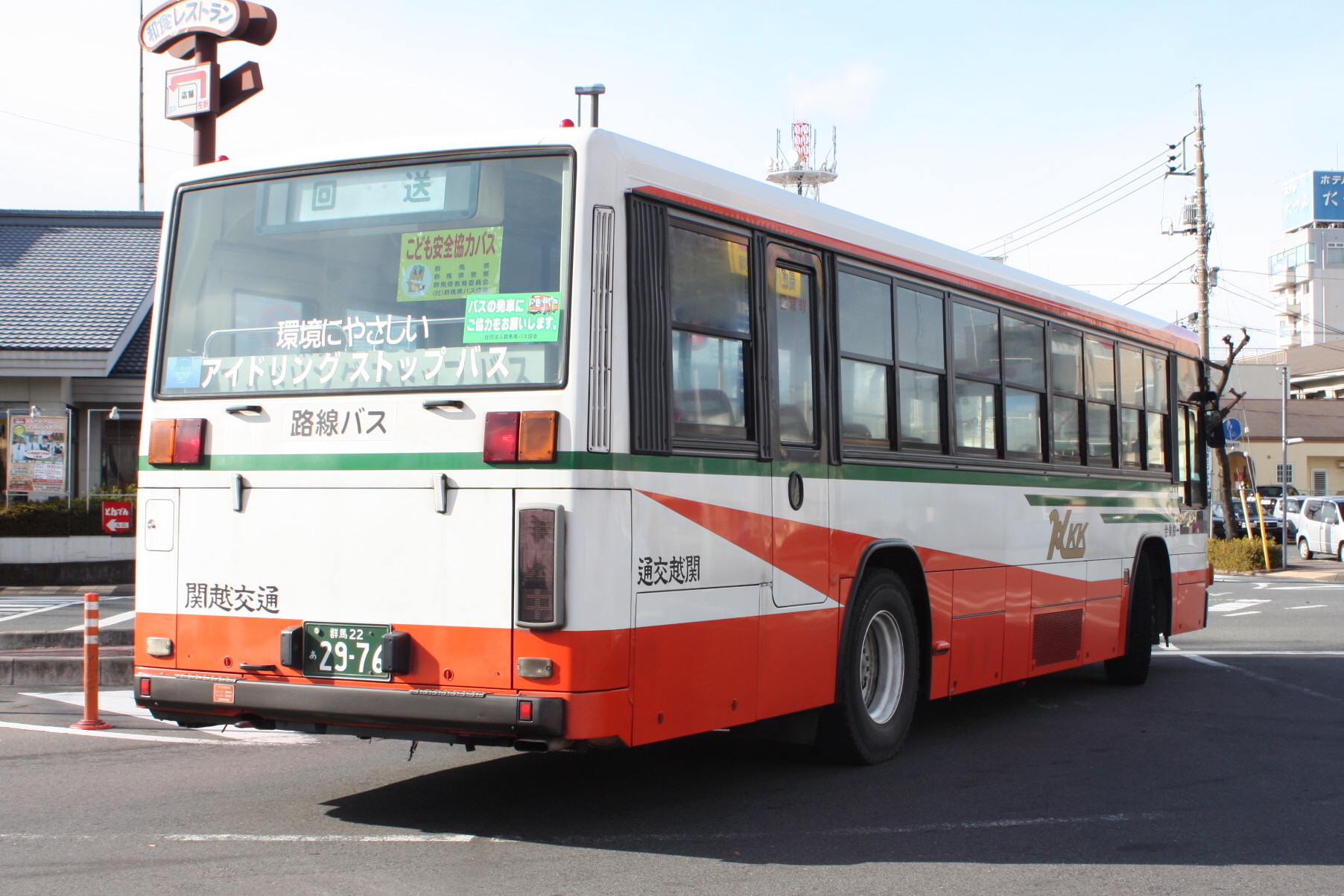
KC-代のリア側 KC-LV380N 関越交通

### P-代:1984 -

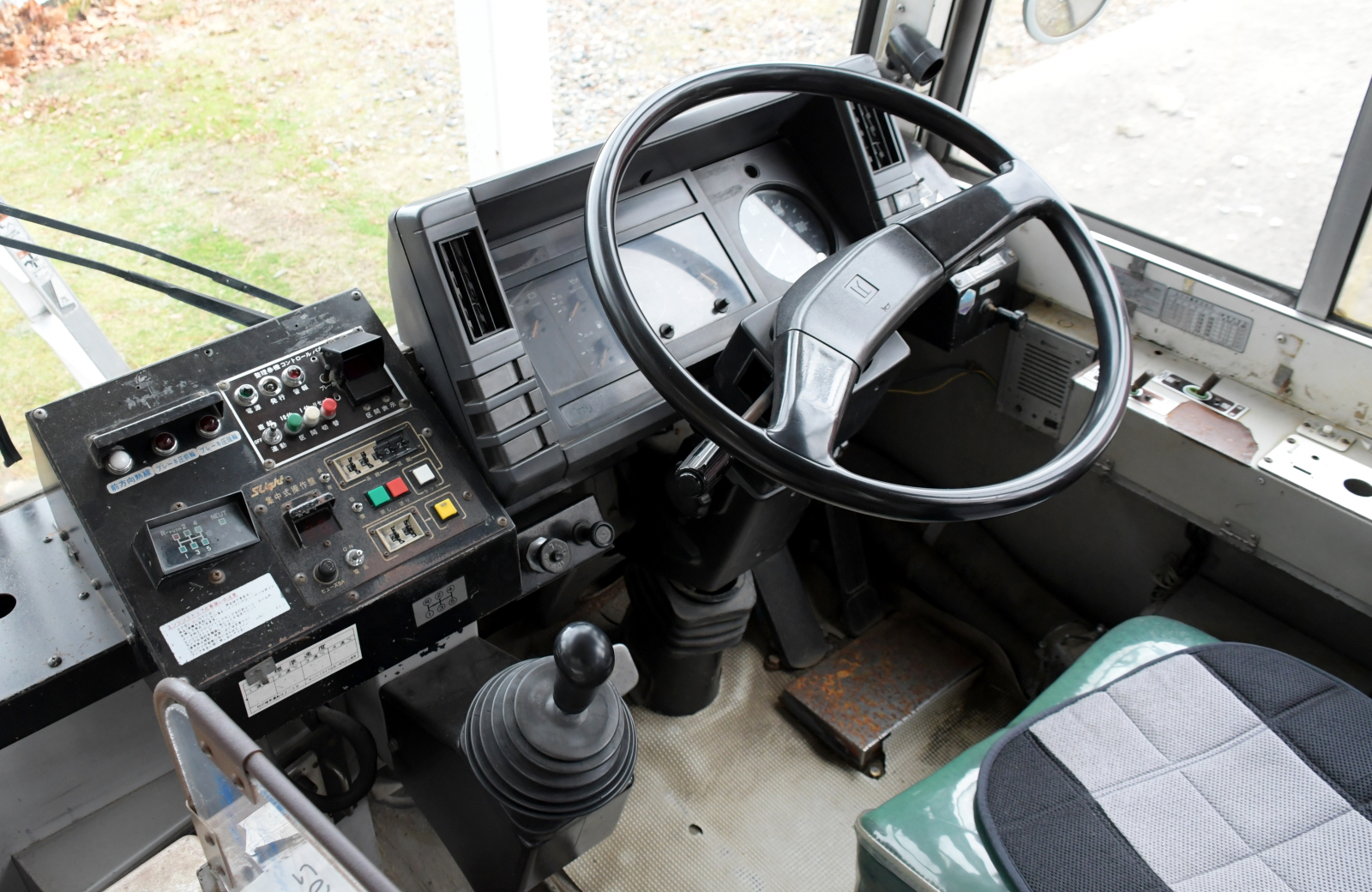
P-LV314Qの運転席

いすゞCLM/CJMから切り替わり、キュービックP-LVシリーズが登場した。標準の川重ボディでは、外装にモノコック時代の製法を残しながら、ボディの角形化、窓の大型化、リベットの大幅な削減、機器類点検蓋の蝶番を裏側に隠すなど細部の設計を工夫し、当時の自動車としては斬新なスタイルを実現した。
他のメーカーでは見られないほど側窓が天地方向に拡大され、車内外の見通しが良くなった。屋根が非常に高くなり、従来は天井に取り付けられていた降車ボタンが天井握り棒の支柱に付くようになった。
側面に一部残るリベットは通常モールで隠されるが、広告枠を取り付ける場合これが邪魔になり、事業者によってはリベットむき出しの仕様となった。
この頃はオプション機器類の選択に自由度があり、事業者や年式によりバラエティに富んだ仕様の車両が見られた。冷房装置は、標準ではヂーゼル機器の直結式分散型冷房（初期のみ）か同集中型冷房であったが、事業者によっては日本電装製の集中型冷房を選択することもあり、また一部にはサブエンジン式冷房を採用した例もある。
初期にはベンチレーターを搭載した車両も多かったが、この時期の他社ボディ同様に中期以降は急速に姿を消していった。エンジンや冷房用のルーバー、またフロントミラー支柱の形状は後期から角ばった形状に変更されている。その後ボディメーカーが川崎重工からIKコーチとなった。
標準床と低床、都市型低床が用意され、主に前者2種が採用された。これまでのいすゞ-川重ボディでは、低床型ではボディ全体を下げるため車内高は一定であったが、キュービックP-代、U-代ではボディ高さは床高さに関係なく一定であり、低床タイプの方が車内天井が高くなるという特徴がある。なお、事業者によっては低天井タイプ（低床でボディ高さを下げたもの）を特注する例もあった。

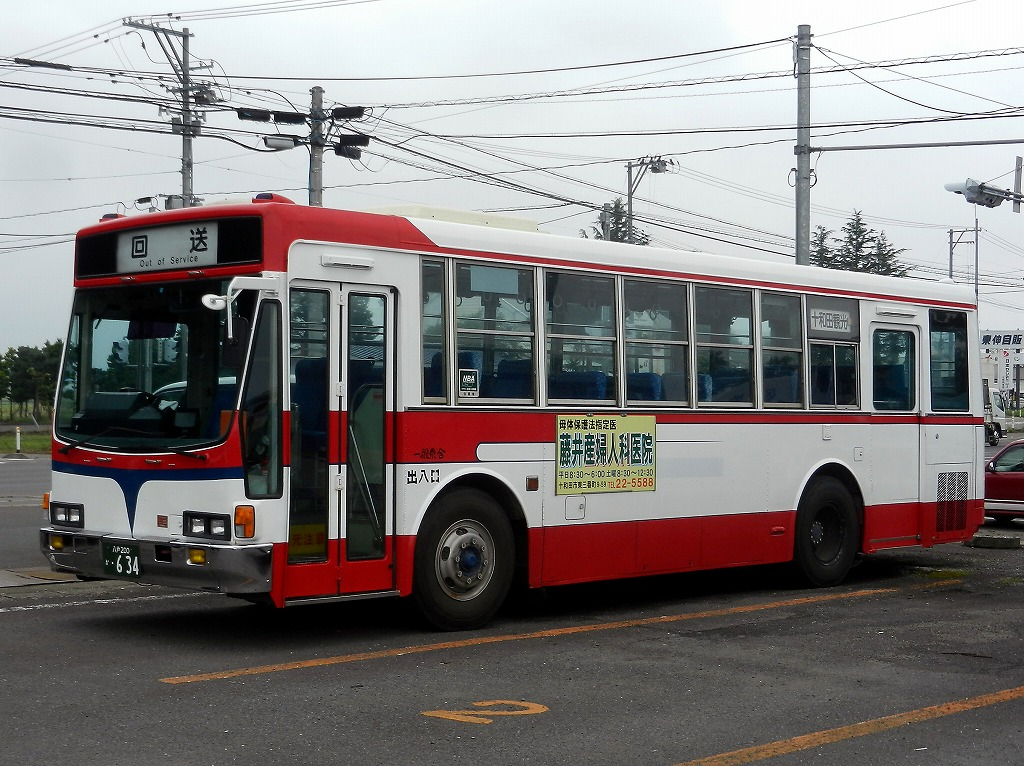
十和田観光電鉄 キュービック（前後扉仕様） P-LV314K
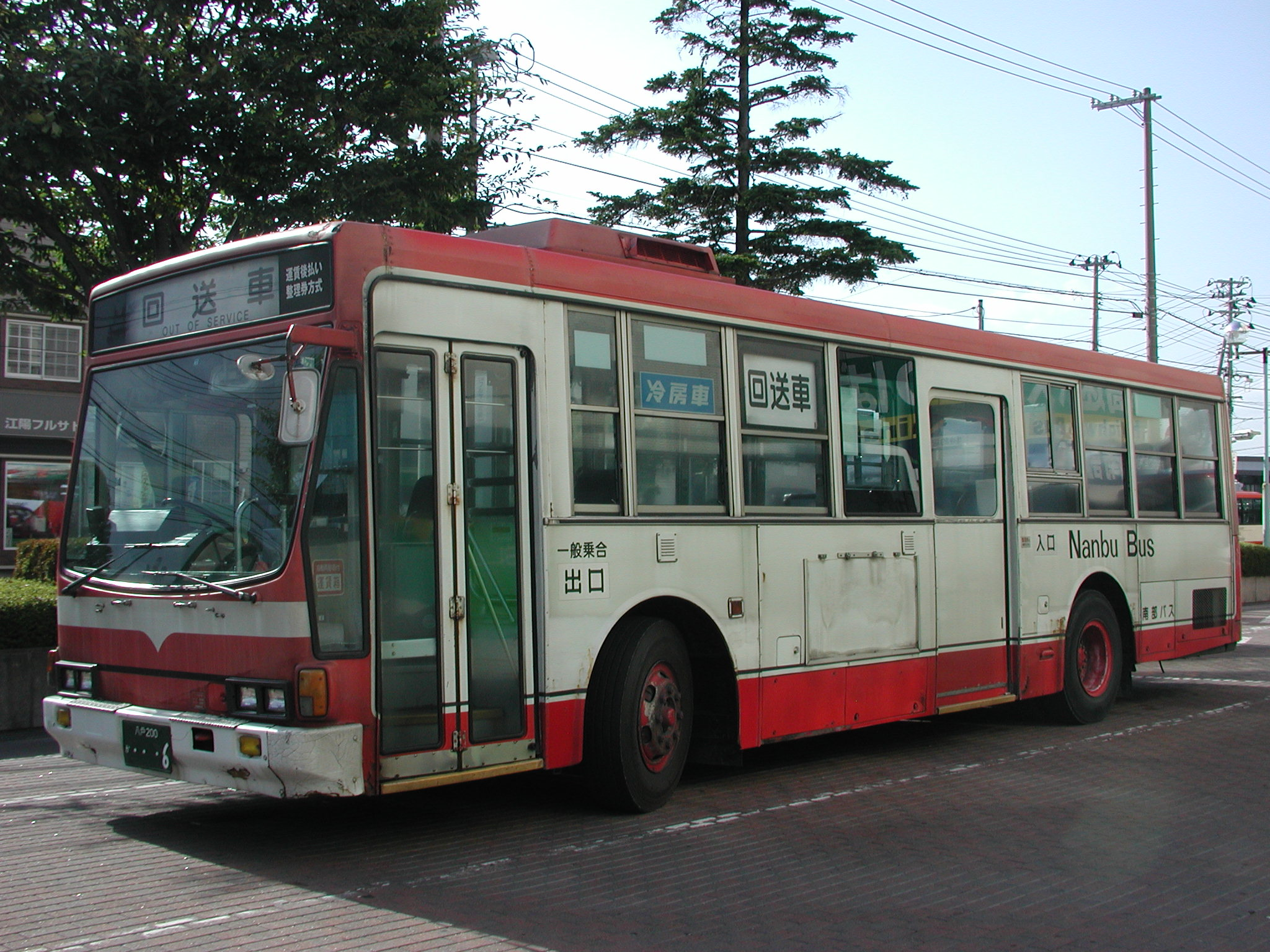
南部バス P-LV314L
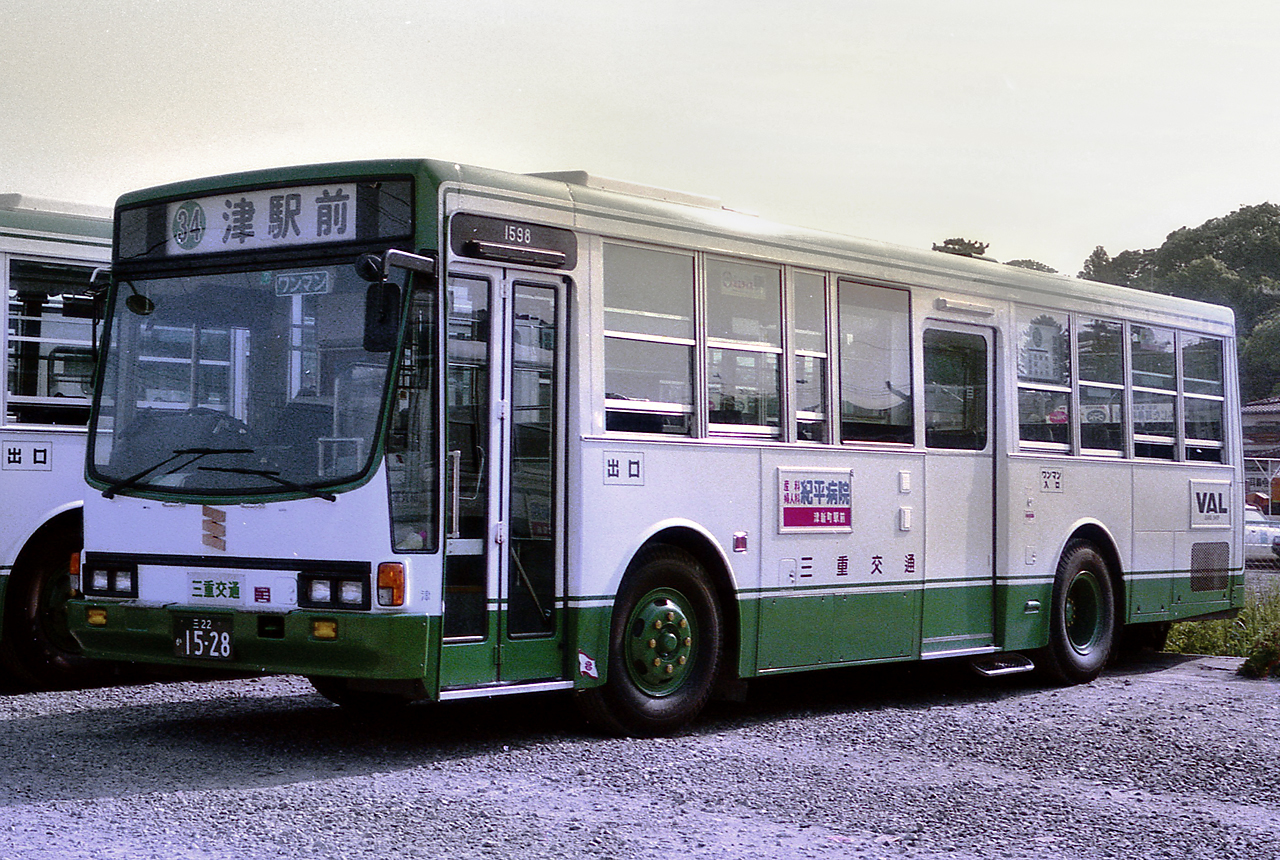
三重交通 P-LV314L
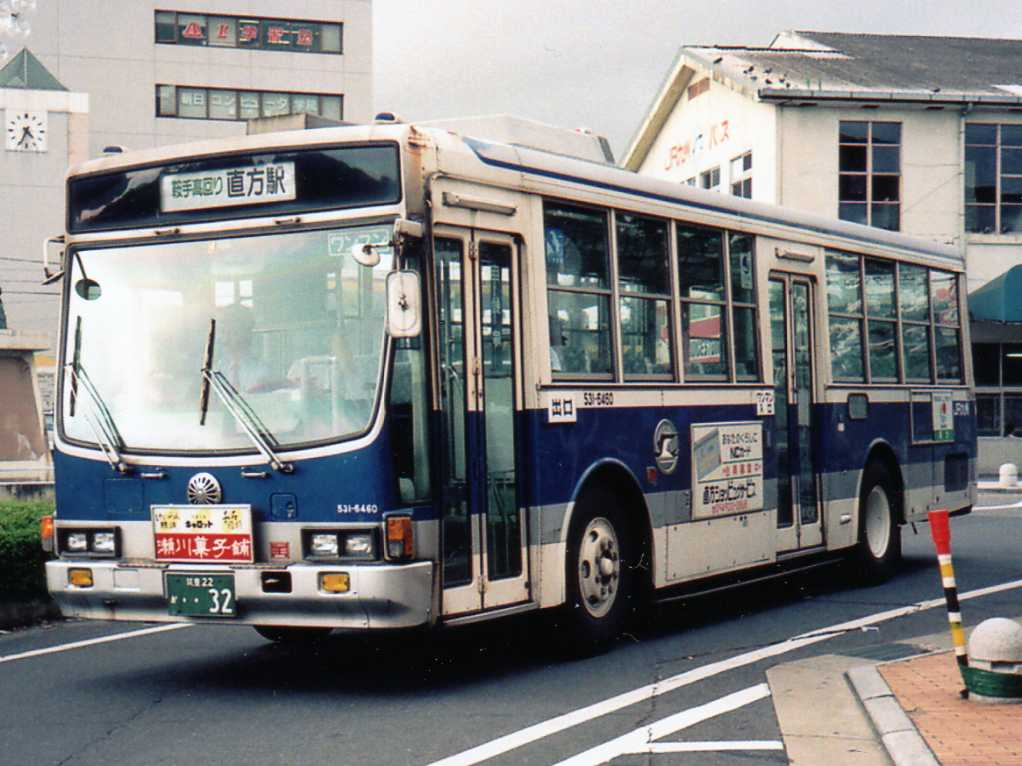
国鉄バスではワイパーが並行連動式 キュービック P-LV314M

### U-代:1990 -
| U-LV324Kの運転席 |  | U-LV324Kの車内 |
| U-LV324Kの運転席 |  | U-LV324Kの車内 |

1990年（平成2年）、平成元年排出ガス規制 (U-) 適合の際にマイナーチェンジが行なわれた。特徴的な前面以外は車体のリベットレス化（屋根に一部リベットが残った）、窓枠支持方法などを大幅に見直し、同時期の他社製ボディと同等の構造になった。特徴的だった大型の側面窓は下辺が若干持ち上げられ寸法が小さくなったほか、後面は凹凸の無いフラットなデザインになった。
冷房はゼクセル（旧ヂーゼル機器）の集中型をビルトイン（前方屋根裏に搭載）したものが標準採用され、他のタイプは見られなくなった。ルーバー形状は、初期は従来通り四隅にRのついた金網タイプであったが、中期はRの無い完全な四角形となり、その後他メーカーでも見られるようなパンチ穴方式のものになっている。

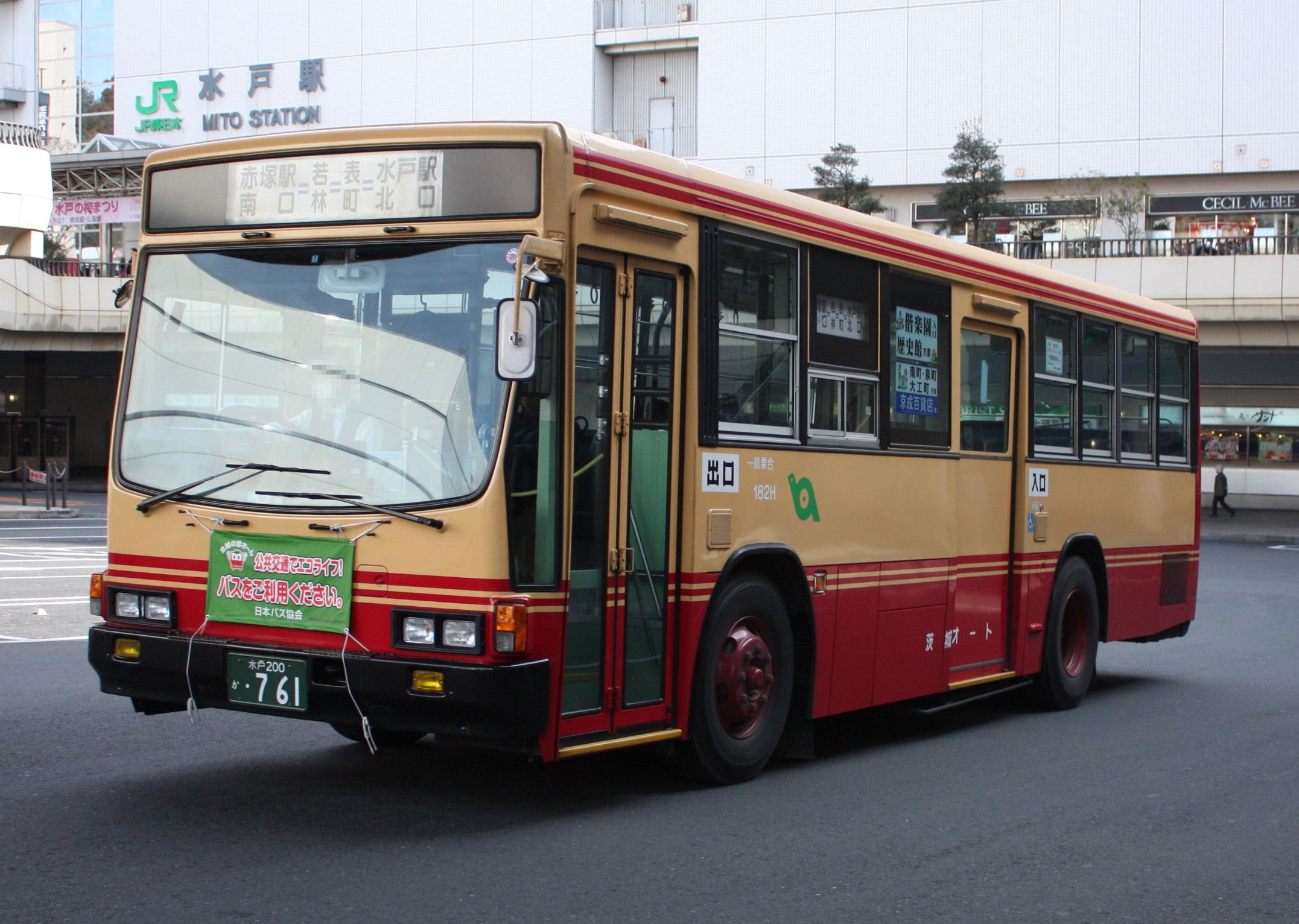
茨城交通 U-LV324K （ショートフロントオーバーハング）
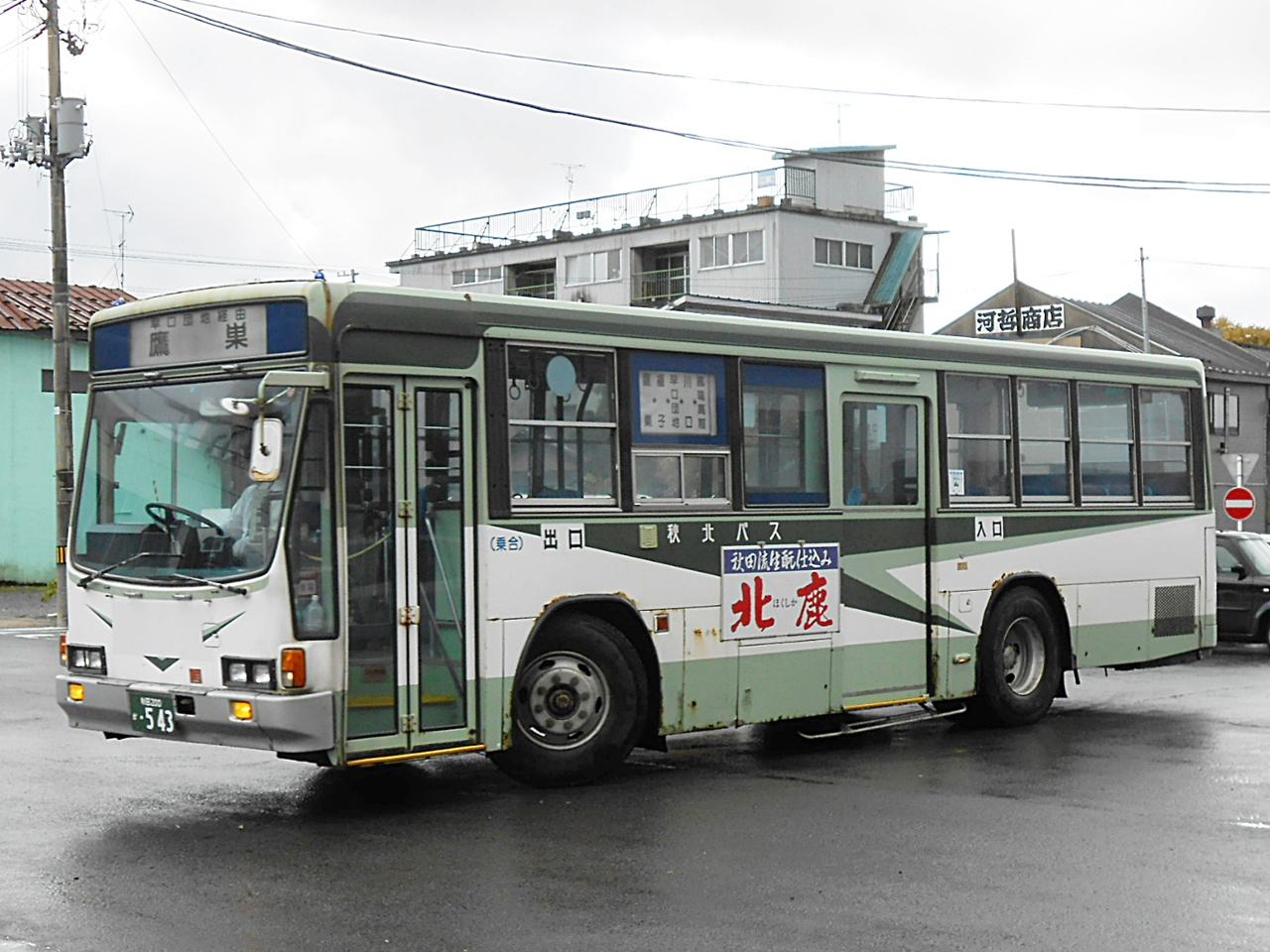
秋北バス U-LV324K
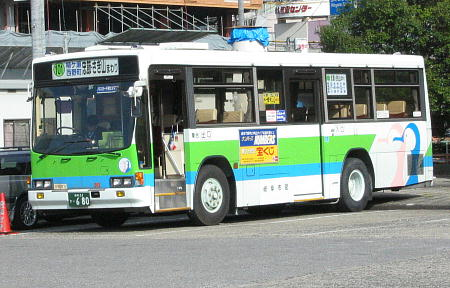
岐阜市営バス（事業廃止に伴い、岐阜乗合自動車に譲渡） U-LV224K
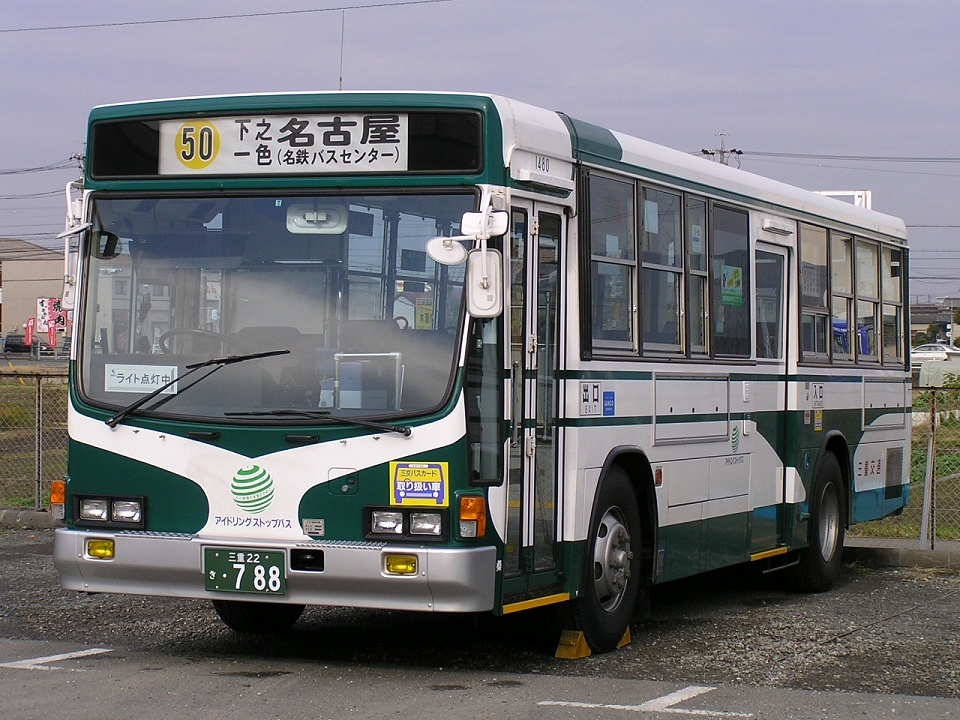
三重交通 U-LV324L
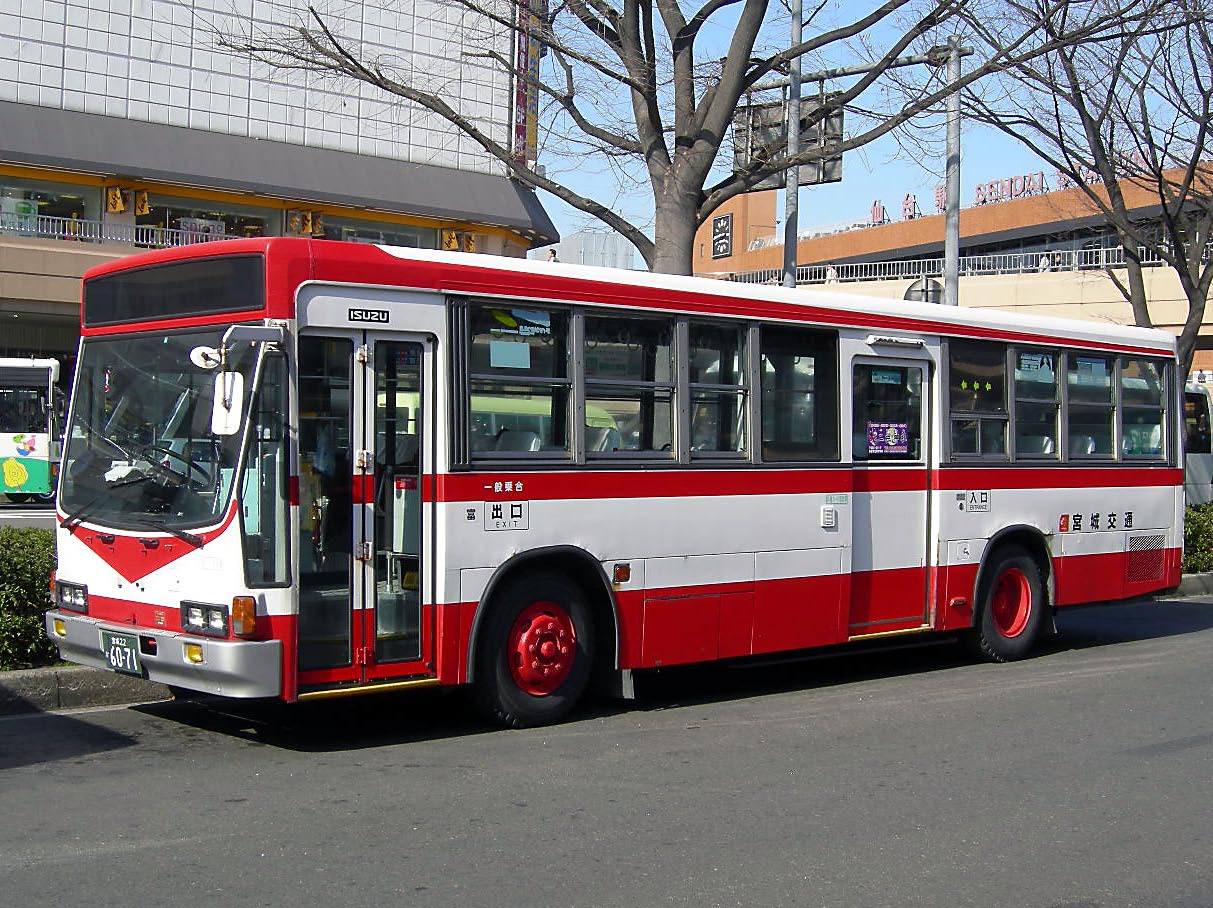
宮城交通 U-LV224M
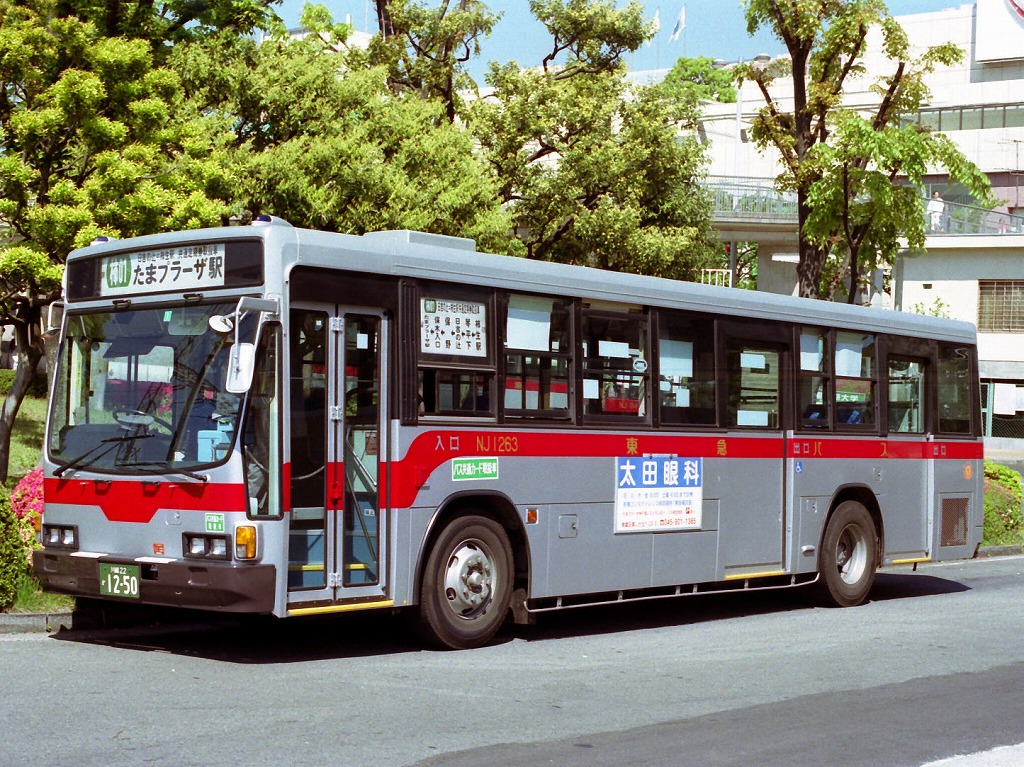
東急バス U-LV318N 3扉車
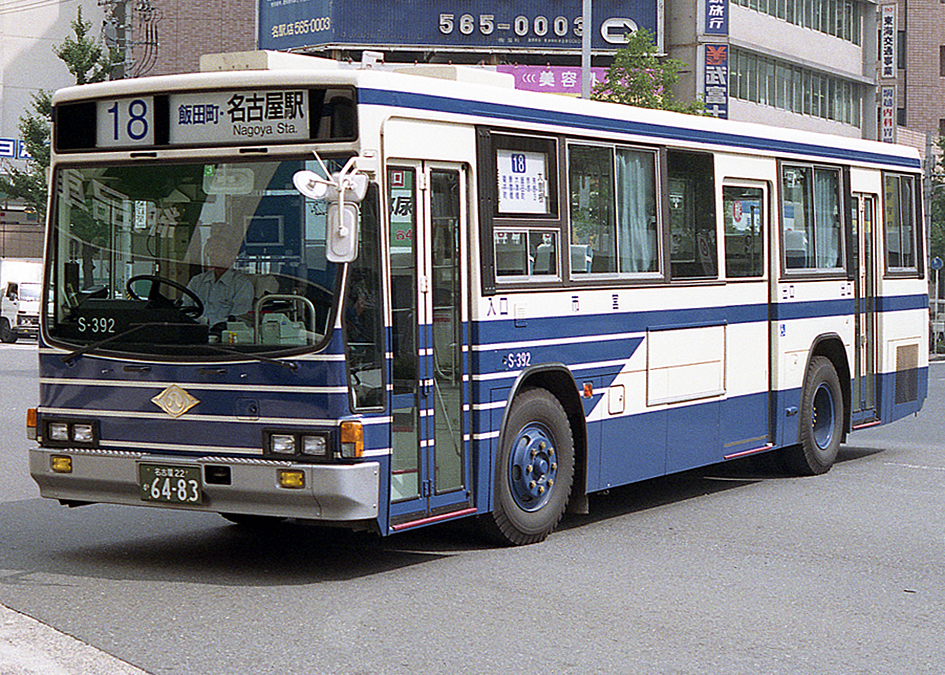
名古屋市交通局 U-LV224M 3扉車
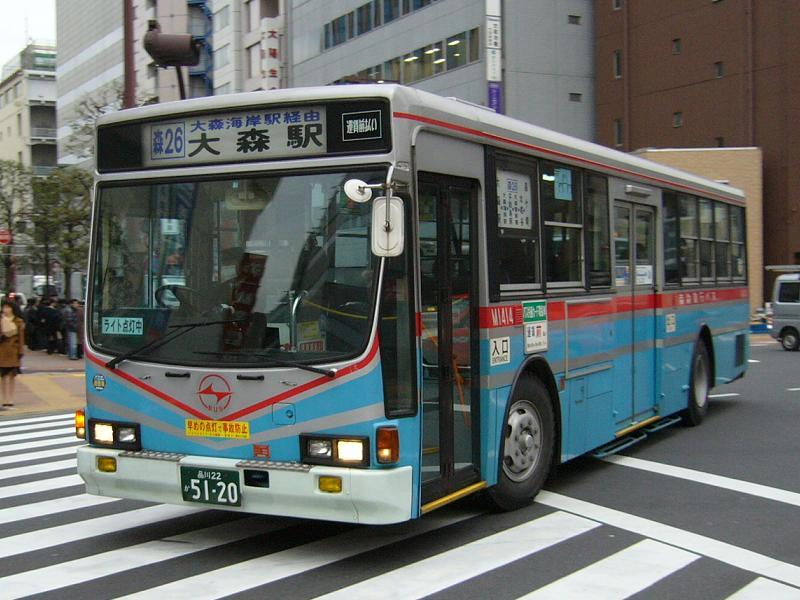
京浜急行バス U-LV324NJ スーパーワイドドア車　低天井タイプ
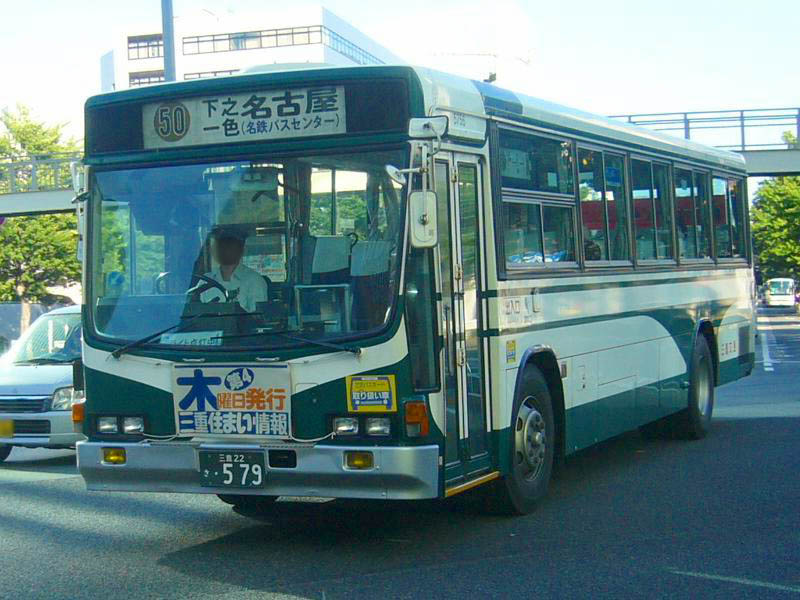
三重交通 U-LV218N トップドア車

### KC-代:1995 -
1995年（平成7年）、平成6年排出ガス規制 (KC-) 適合の際にもマイナーチェンジが実施された。更なる低床化に加え全高を下げた（標準的なツーステップ低床車の場合）ことにより天井が低くなり、側面窓は上辺が下げられさらに小さくなった。よってキュービック車体の売りであった「背高のっぽのバス」「立ったままでも車内からの景色が良く見える」という特徴が薄くなっている。また、サッシ2段窓の場合は2連ユニット型に変更されている。ワンステップやノンステップ（KC-LV832系）の登場を見越して車体側面の構造自体が見直された。
また、ステアリングおよびメーターパネルを含む運転席周りのデザインが変更され、このモデルから衝撃吸収式ステアリングが採用された。従来はオプション扱いであった角型テールランプやフロントバンパー両端のコーナリングランプも標準装備となっている。
エンジンはそれまでの直6横型から試作ワンステップバス（LV870）でも採用していたV8に変更された。エンジン型式は8PE1-Sと8PE1-Nで、最高出力は285PS/2,300rpmと240PS/2,300rpmである。総排気量15,201cc。
モデル末期にはワンステップ車もラインナップされた。そして前面窓側面の三角固定窓を廃し、ジャーニーKに近い曲面ガラス2枚窓を用いたモデルもオプションで加わり、東武バス、静岡鉄道（しずてつジャストライン）、仙台市交通局、伊丹市交通局、宇部市交通局などに導入された。最初に東武バスが導入したので「東武面（または東武顔）」とも呼ばれている。
型式は以下のとおり。
|                                            | WB4.8m    | WB5.3m    | WE5.8m    |
| ------------------------------------------ | --------- | --------- | --------- |
| リーフツーステップ・リーフワンステップ     | KC-LV380L | KC-LV380N | KC-LV380Q |
| エアサスツーステップ・エアサスワンステップ | KC-LV280L | KC-LV280N | KC-LV280Q |

標準仕様：フロント3面窓＆オーバーラップ式ワイパー

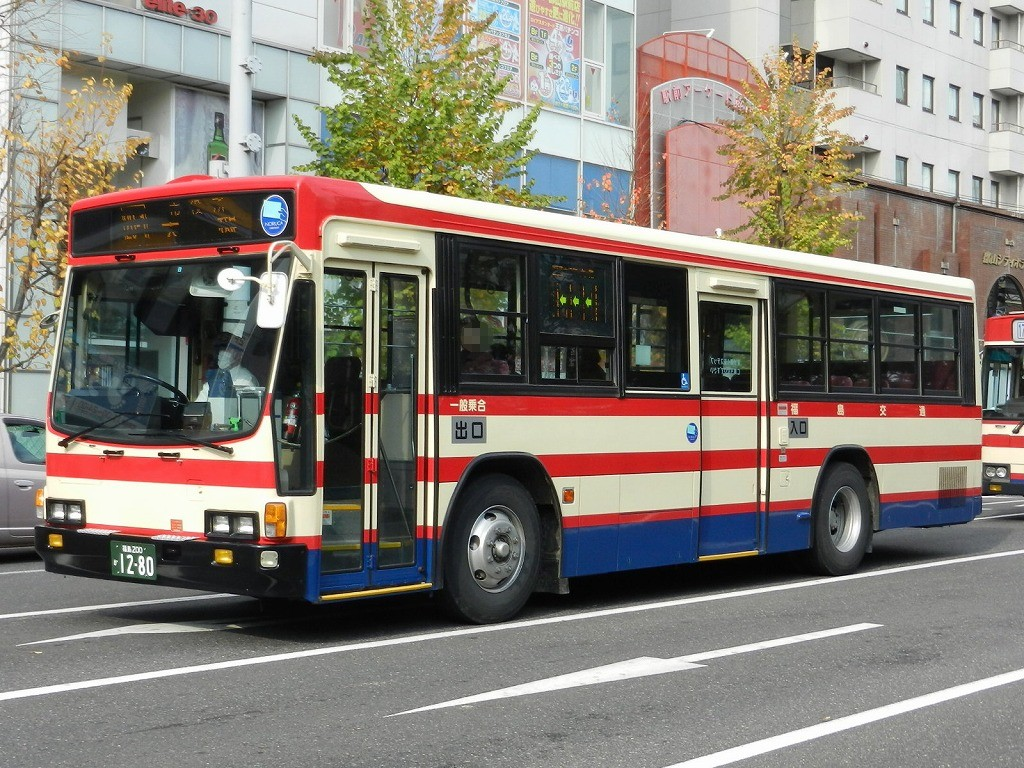
福島交通。川崎鶴見臨港バスから移籍 KC-LV380L
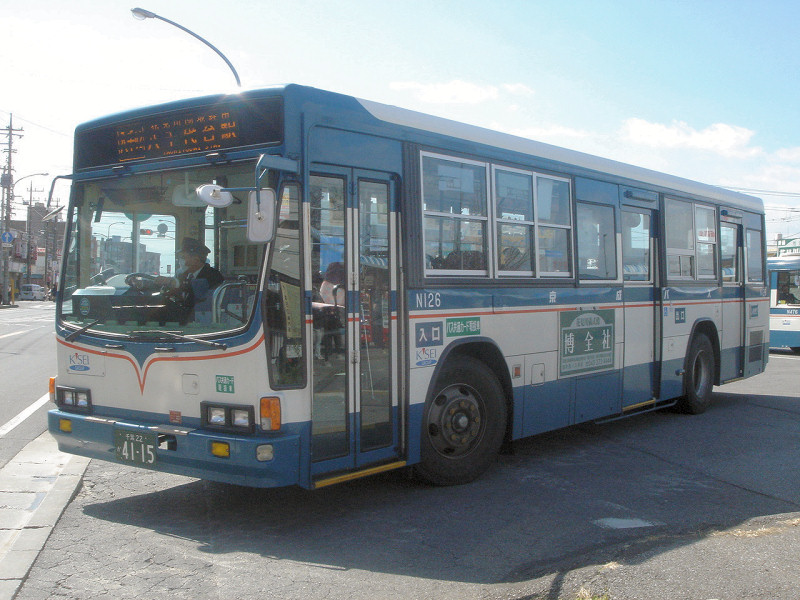
3ドア車 京成バス KC-LV380N
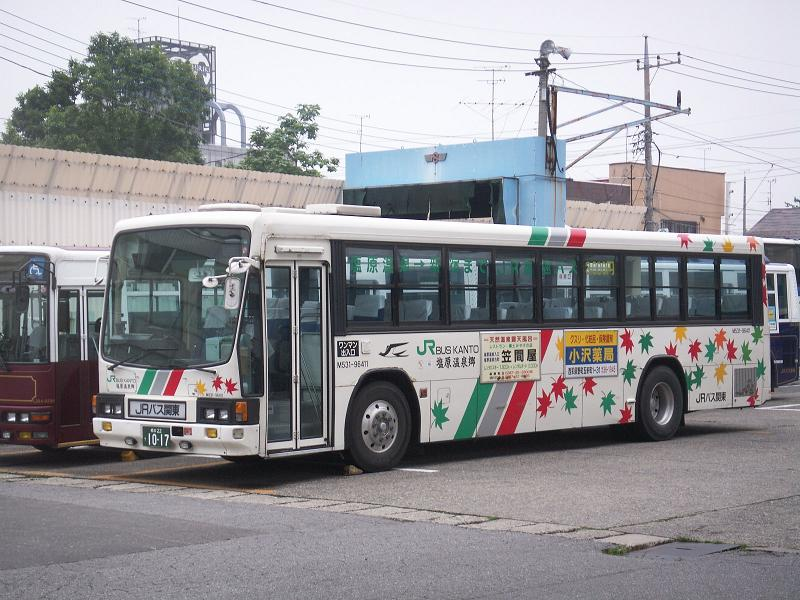
ジェイアールバス関東 KC-LV280Q 観光マスク
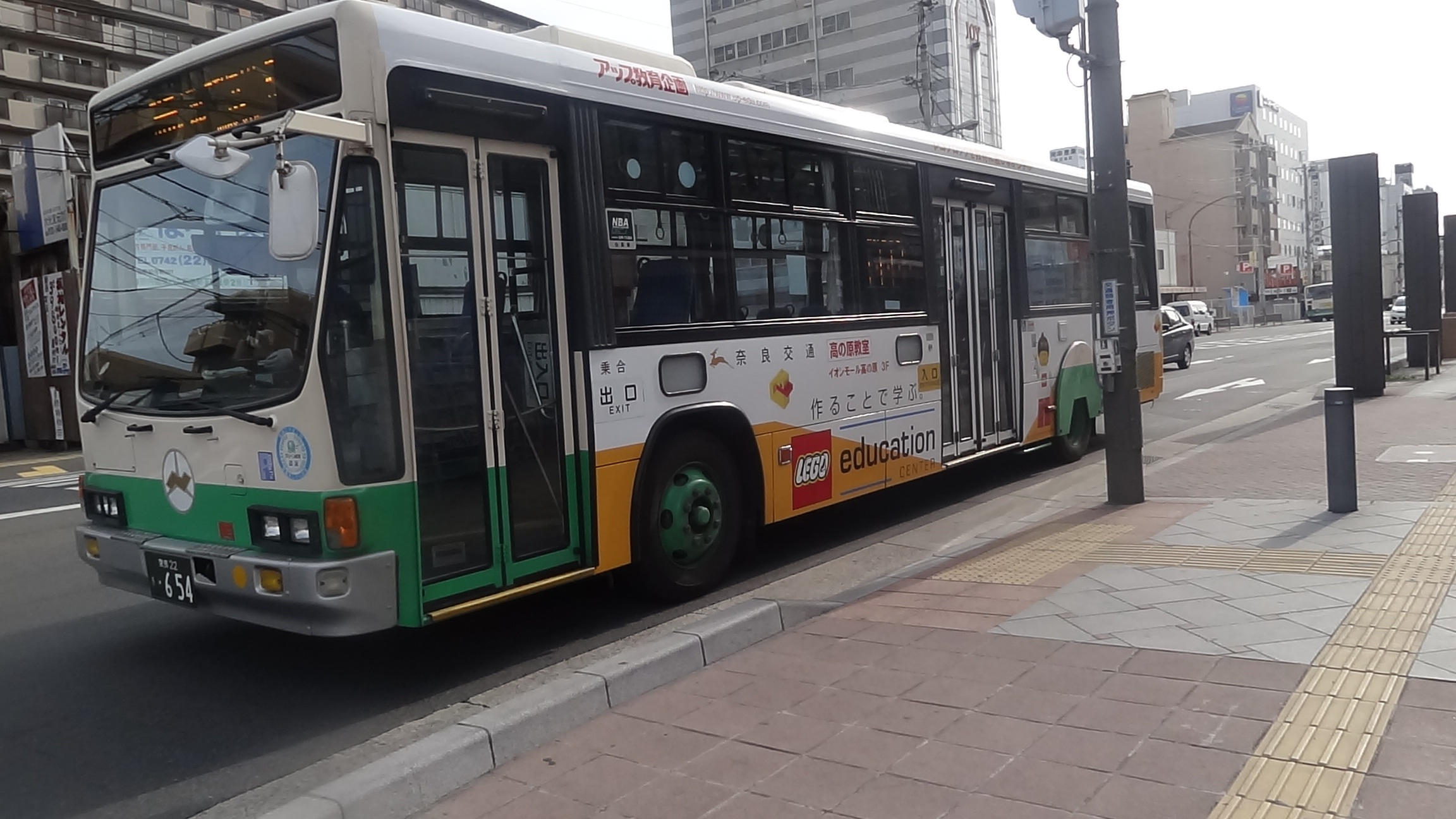
中4折車 奈良交通 KC-LV280Q （LED式行先表示器改造後）
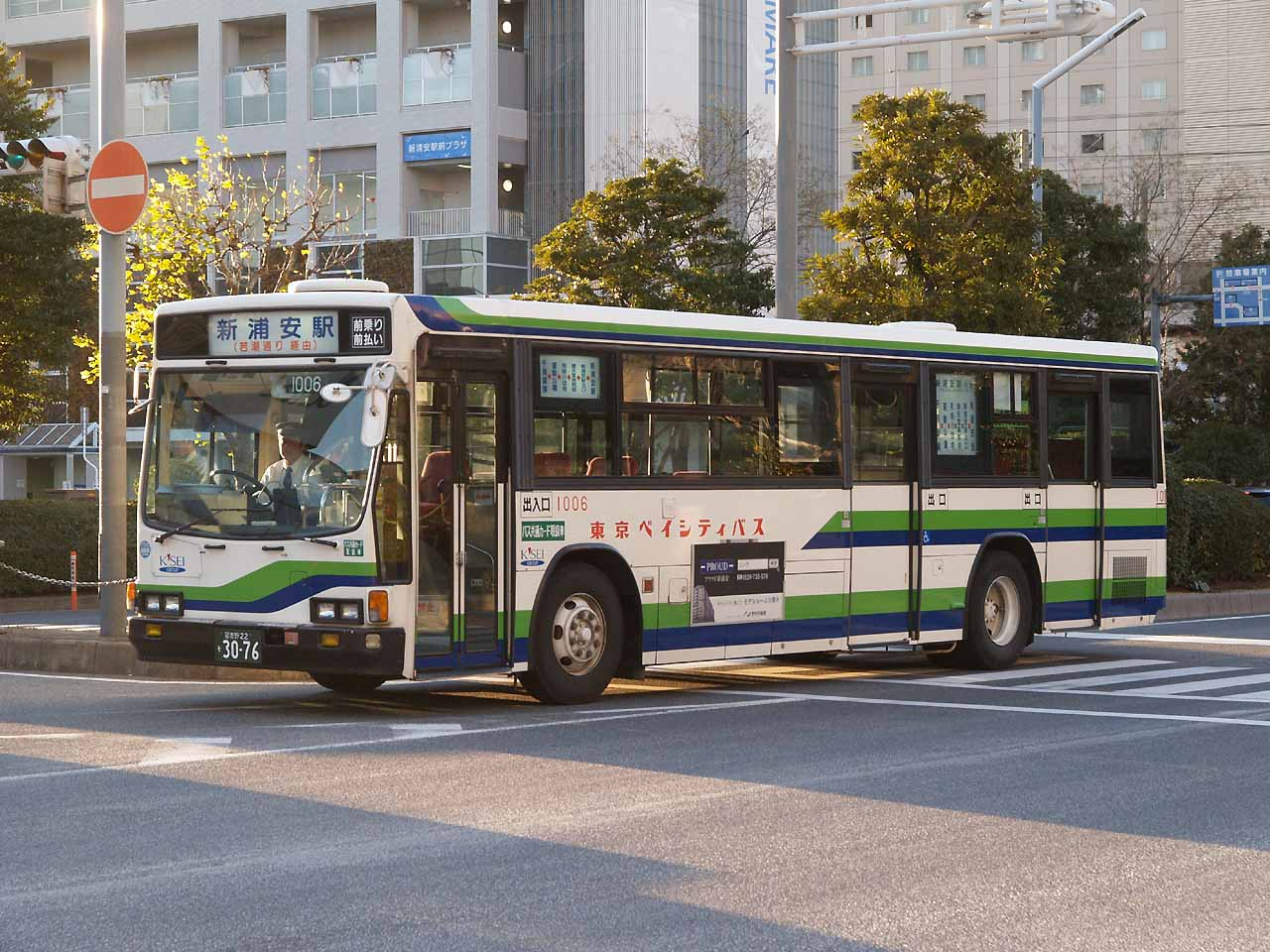
3ドア車 東京ベイシティ交通 KC-LV380Q
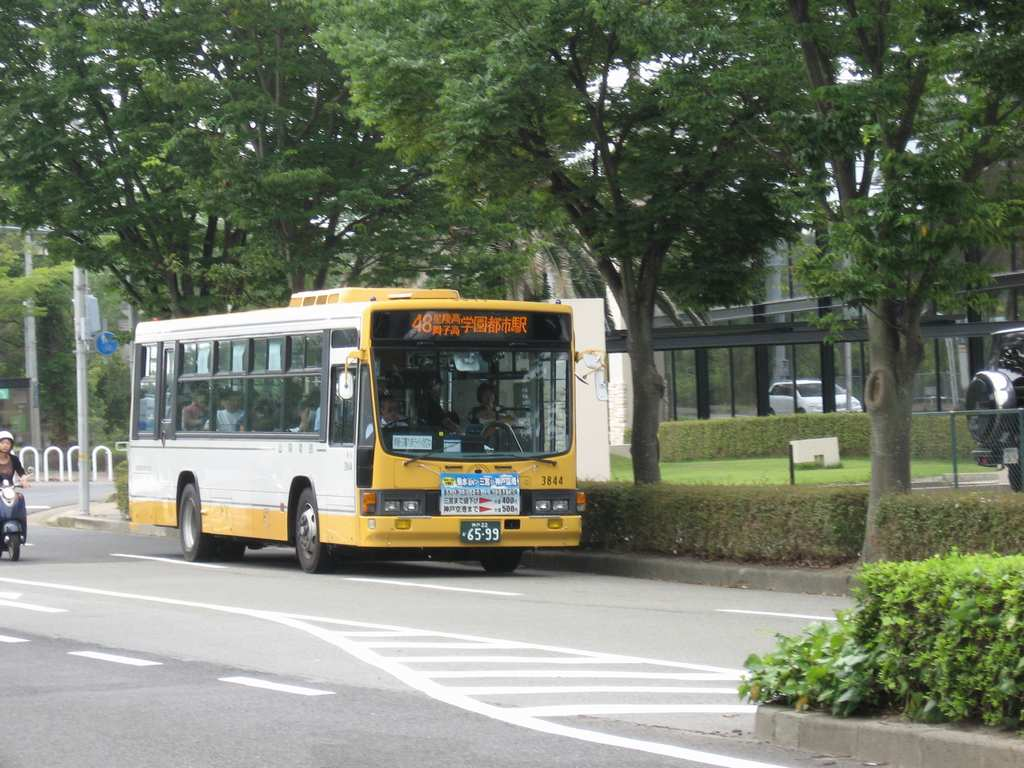
山陽バス。後にLED式行先表示器に改造されている
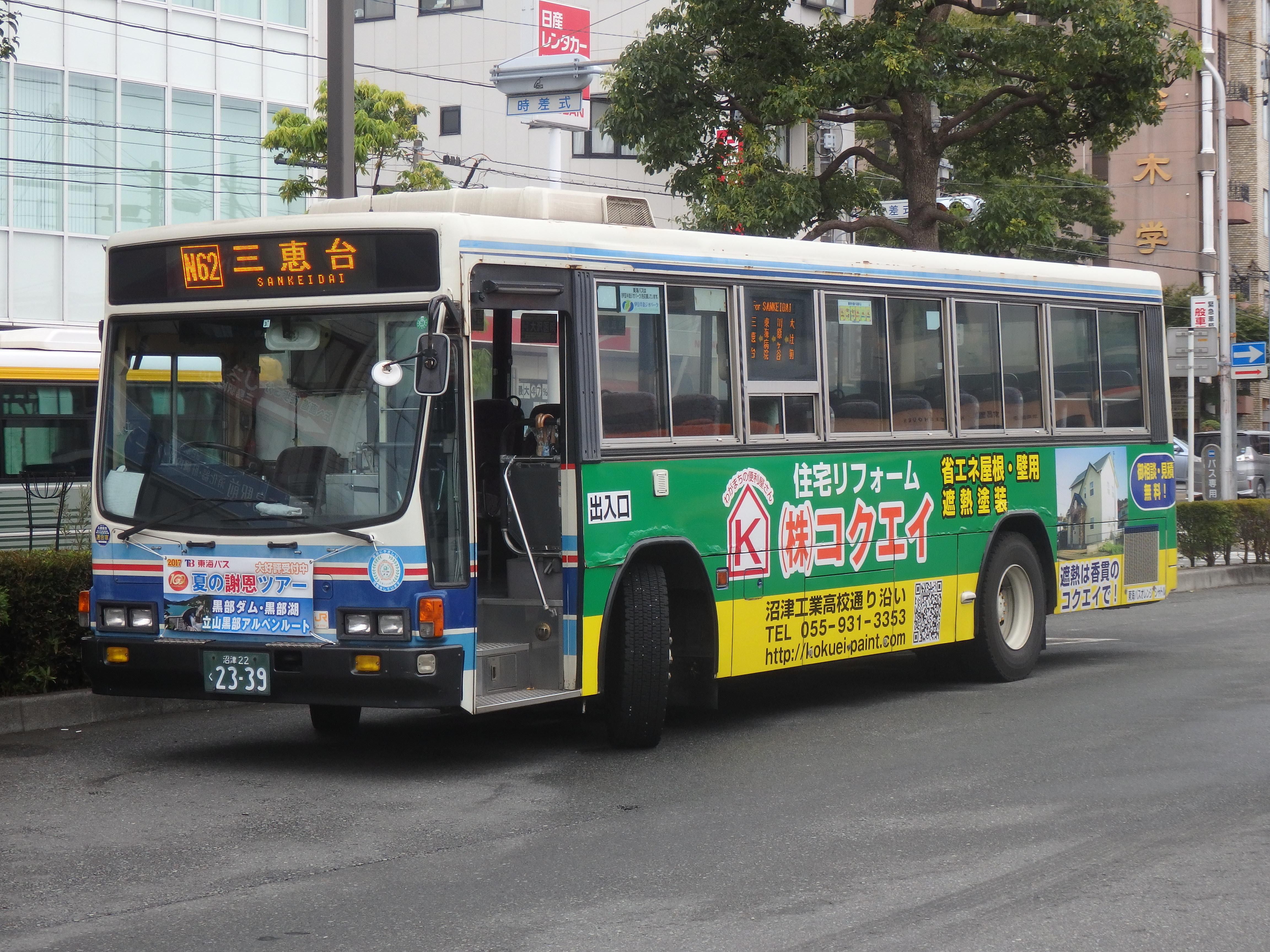
トップドア車 東海バスオレンジシャトル KC-LV380L

オプション仕様：フロント曲面ガラス2枚窓＆パラレル式ワイパー（東武面）

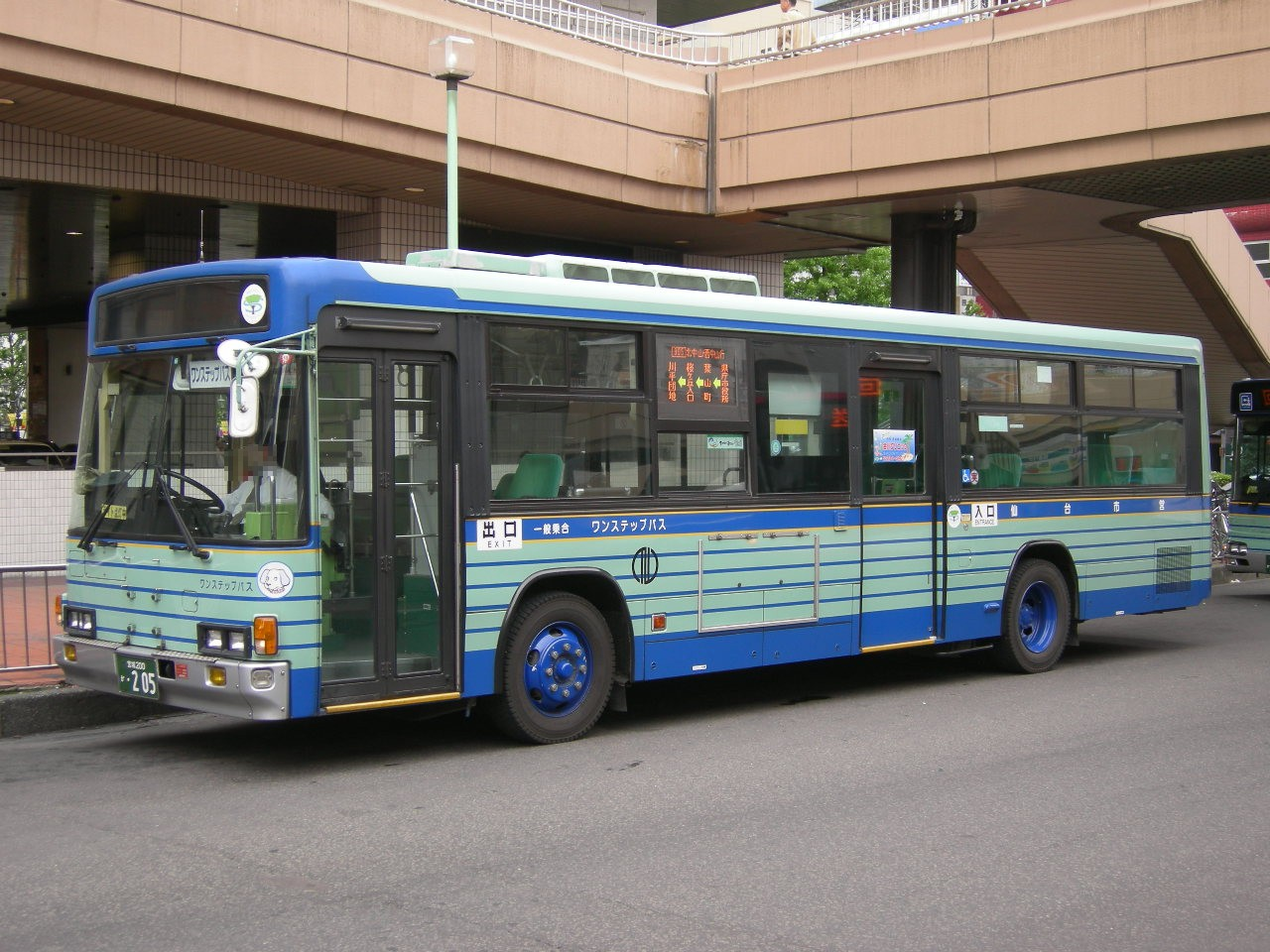
東武面仕様 仙台市営バス KC-LV280N

## シャーシ型式
コンベンショナルなシャーシレイアウトのLV2/3系は、当初はツーステップのみで低床車はタイヤ小径等の対応であったが、更なる低床化へは低床専用シャーシを用いたLV8系が1992年（平成4年）、V型8気筒8PD1を右後に寄せて搭載したフルワンステップ（超低床車）U-LV870Lとして追加され、本格的な低床化が始まる。
バス低床シャーシとは、前後車軸共トレッド間の高さを低めたセンタードロップアクスルと、後軸パワートレーンについてはハブリダクションやトランスファ等のギヤボックスを用い、エンジンを隅に追いやるレイアウトを採用したものをいう。
1998年（平成10年）には、直列6気筒6HE1型エンジンを後面に寄せて横置き搭載した（後に登場するエルガtype-Bも同一）フルノンステップバスのLV832系が登場する。
高コストの低床専用シャーシに対し、後半分をコンベンショナルなパワートレーンに戻した、低コスト普及版の前中ワンステップバスはKC-代から標準展開されたが、ワンステップバスの構造をベースとする前中ノンステップバスはエルガtype-Aを待たなければならなかった。
P-LV/U-LV系のエンジンは水平式直列6気筒で、高出力エンジン6RB2型はCQM/CQA系のエンジンをそのまま搭載した。KC-LV系のエンジンは排ガス規制対応のため、路線バスでは珍しいV形8気筒の8PE1型を採用し、高出力エンジンはチューニングで対応する。
1.LV
- エンジン
  - P-LV系
    - 6QA2型(220ps)：P-LV214/P-LV314系
    - 6RB2型(275ps)：P-LV218/P-LV318系

  - U-LV系
    - 6QB2型(230ps)：U-LV224/U-LV324系
    - 6RB2型(275ps)：U-LV218/U-LV318系
    - 8PD1型(240ps)：U-LV870L（ワンステップ）

  - KC-LV系
    - 8PE1-S型(285ps)：KC-LV280/380/880系
    - 8PE1-N型(240ps)：KC-LV280/380/880系
    - 8PF1型(240ps)：NE-LV288系(CNG)
    - 6HE1-TCN型(230ps)：LV832系（ノンステップ）

- ホイールベース
  - P-LV/U-LV系（U-LV870Lを除く）
    - K尺：4.65m
    - L尺：5.0m
    - M尺：5.2m
    - N尺：5.5m
    - Q尺：6.0m（U-LVでは、自家用のみの設定。路線は改造扱い）
      - 5種類と他社の大型車に比べ多めの設定。
      - K尺にはショートフロントオーバーハング車があり、車体長は6種類になる。

  - U-LV870L
    - L尺：4.8m

  - KC-LV系
    - L尺：4.8m
    - N尺：5.3m
    - Q尺：5.8m
      - KC-LV系からホイルベースは3種類になる。

- サスペンション

型式の先頭の数字が2ならエアサス、3の場合はリーフサス（板バネ）。超低床は8。
2.LT
- エンジン
  - P-LT系
    - 6BG1

  - U-LT系
    - 6HE1

  - KC-LT系
    - 6HH1

  - KK(KL)-LT系
    - 6HH1

- ホイルベース
  - 4.3m

- サスペンション
  - 型式の先頭の数字が2ならエアサス、3の場合はリーフサス（板バネ）。

### フルワンステップバス（LV870L/LV880L）
| リフト車 東京都交通局 U-LV870L |  | リフト車 東京都交通局 KC-LV880L (形式消滅) |
| リフト車 東京都交通局 U-LV870L |  | リフト車 東京都交通局 KC-LV880L (形式消滅) |

1991年（平成3年）に東京都交通局（都営バス）向けのワンステップ超低床車が試作車として登場する。後部までワンステップ低床で、グライドスライドドアの3扉を採用した。構造的には後のKC-LV系に用いられるV8・8Pエンジンを初めて且つ右寄せ搭載し、車軸の位置を下げることにより後方に至るまで低床化を実現している。なお排気管は左右2本出しなので後方からの識別は容易である。
1992年（平成4年）には正式に型式を取得してU-LV870Lとなる。ドア配置は前中扉になり、中ドアには車いす用のリフトが取り付けられた。東京都交通局では「リフト付超低床バス」と称する。
しかし特注の高価な車両のため、同局以外の導入例は、路線用では大阪市交通局の2両に留まっている。こちらは前後扉だが、どちらも一般的な折戸を採用している（2008年（平成20年）現在、関東鉄道と関東自動車に移籍。）。
1995年（平成7年）には、平成6年排出ガス規制に適合しKC-LV880Lとなったが、下記の前中仕様ワンステップバスが普及したため、僅か5台の生産のみで同年度で製造は中止された。
当時の東京都知事であった石原慎太郎の方針により、都営バスでは2005年度以降の除籍車の譲渡を中止し「環境規制の抜本的改革」を理由に15条抹消を行ったため、国内での再運用はほぼ絶望的となった。2008年度からKC-代車については条件付きで譲渡を再開したが、大出力機関を搭載し路線バス車両としてはオーバースペックであったことや、他車とは車体構造が異なることから高額な維持費がかかるなどの理由で、解体業者以外の買い手が現れなかったため、2012年までに全車が廃車・解体され、形式消滅となっている。

### 前中ワンステップバス（LV2/3系）
| 川崎市交通局⇒北海道中央バスワンステップバス KC-LV380L（いすゞバス車体）   |  | 仙台市営バスワンステップバス KC-LV280N（富士重工製車体）   |
| 川崎市交通局⇒北海道中央バス ワンステップバス KC-LV380L （いすゞバス車体） |  | 仙台市営バス ワンステップバス KC-LV280N （富士重工製車体） |

1988年（昭和63年）に京浜急行電鉄（現：京浜急行バス）が日野自動車と共同開発した京急型ワンステップバスが起源である。
安価なワンステップバスを目指し、従来のツーステップバス（都市型低床車）をベースとし、前中扉間の床を下げてワンステップ構造とした。中ドアよりも後部は1段上げ、後輪車軸などは通常のツーステップバスと同じものを用いる。新規開発部分は前輪アクスルのみとなり、安価にワンステップバスが製造できた。
いすゞキュービックの前中ワンステップバスは1993年に、富士重工製車体は1994年に登場した。当初はすべて改造扱いで、京浜急行バス、川崎市交通局、東武鉄道（現在の東武バスセントラル）、秋田市交通局、関西圏のごく一部の事業者のみに導入されたが、1997年（平成9年）には正式にカタログに掲載され一般に発売された。同時に西日本車体工業製の車体を架装した前中ワンステップバスも追加された。

### フルノンステップバス（KC-LV832系）
キュービックのノンステップバスは、1997年（平成9年）のモーターショーで発表し、翌1998年にLV832系として発売された。当初は大臣認定車で、排ガス規制記号 (KC-) が付与されなかったが、1998年10月に排ガス規制に適合し、KC-LV832となった。1999年にCNG車も設定。
エンジンは中型車用の6HE1-TCN型 (230PS) に過給器を取り付けたものを最後部に垂直横置きで搭載している。トランスミッションはドイツ・ZF製のAT「ECOMAT」を、アクスルはハンガリー・ラーバ製を採用した。LV832系では、バンパーにマフラーが埋め込まれているのも特徴であった。
この構造はモデルチェンジ後のエルガ（ノンステップバス・type-B）にほぼ継承されたが、エンジンスペースに限りがあり、その後の排ガス基準を満たすエンジンが搭載できないことや、山岳路線や高速道路の走行に必要となる大出力エンジンを搭載できないこと、追突時にエンジンが客室内に侵入する恐れがあり、安全性に問題があることなどを理由として、2005年（平成17年）で製造を打ち切った。
この型の車両ではじめて「東武面」と呼ばれる前面が誕生した。東武バス以外では阪東バス、しずてつジャストライン、伊丹市交通局などでも導入された。
ごく少数だが、西日本車体工業製の車体を架装した例があり、大阪市交通局と京都市交通局に納入された。
バス事業者にとってはデザインの新規性と斬新さよりも、メーカー間や世代間による運転席周りの差異を極力無くしたいという意思は大きく、BU後継のCシリーズとキュービックの後継車種であるエルガシリーズは、いずれも曲面2枚ガラスに戻っている。
このような例は海外にも見られ、アメリカの路線バスやロンドンバスなどで長らく独特な傾斜窓が標準となっていた。
型式は以下のとおり。
| WB4.8m    | WB5.3m    |
| --------- | --------- |
| KC-LV832L | KC-LV832N |

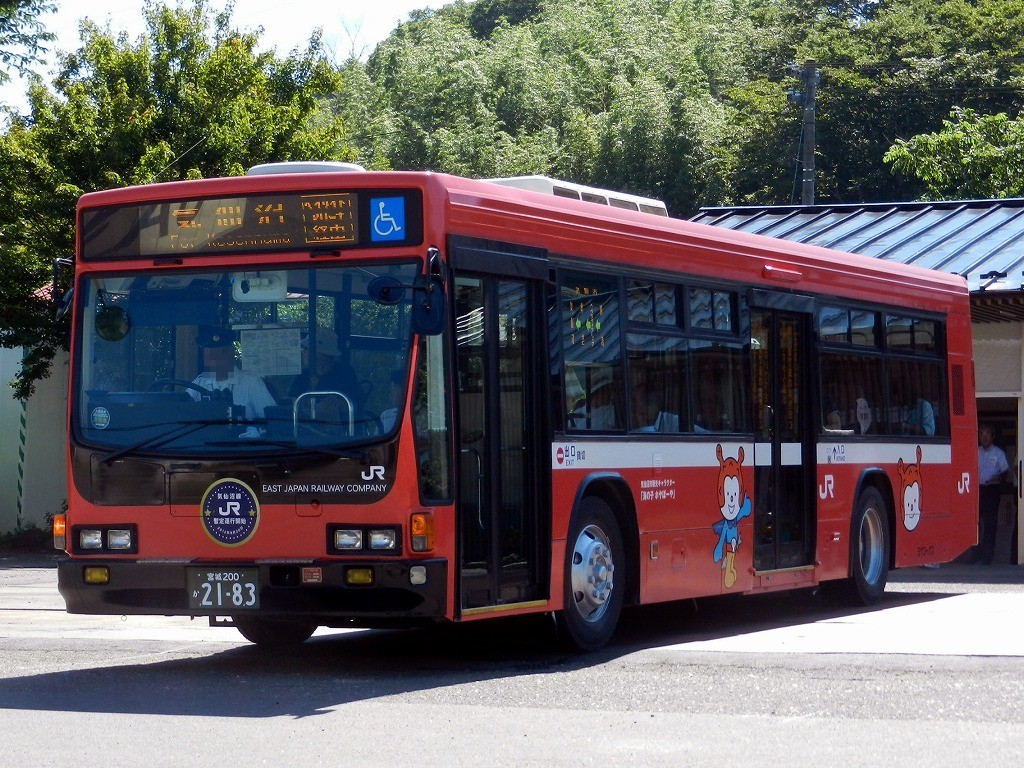
中グライドN尺 (大臣認定車) LV832N ミヤコーバス
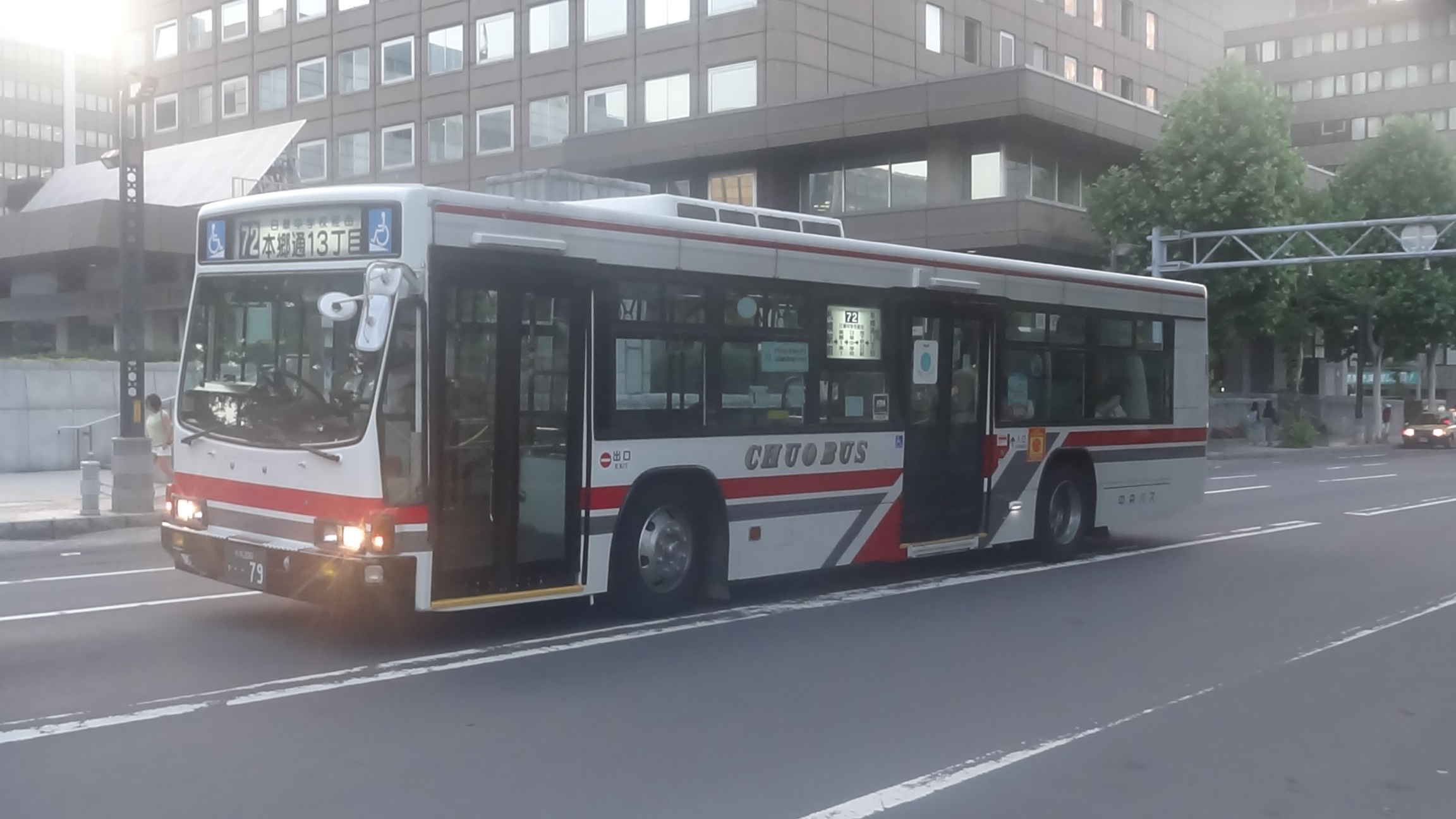
中グライドN尺 KC-LV832N 北海道中央バス
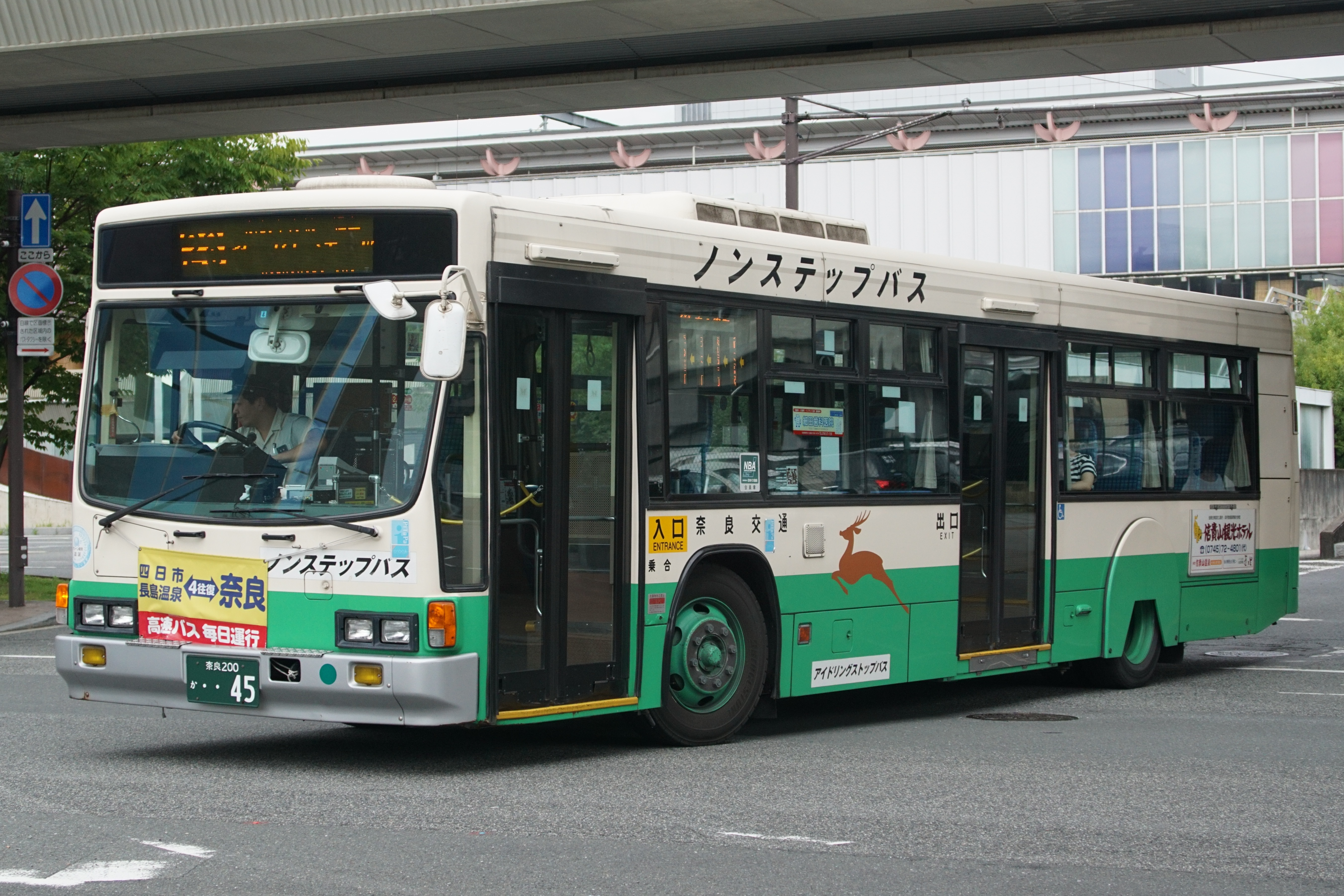
中グライドN尺 (巻込防止カバー後付け) KC-LV832N 奈良交通
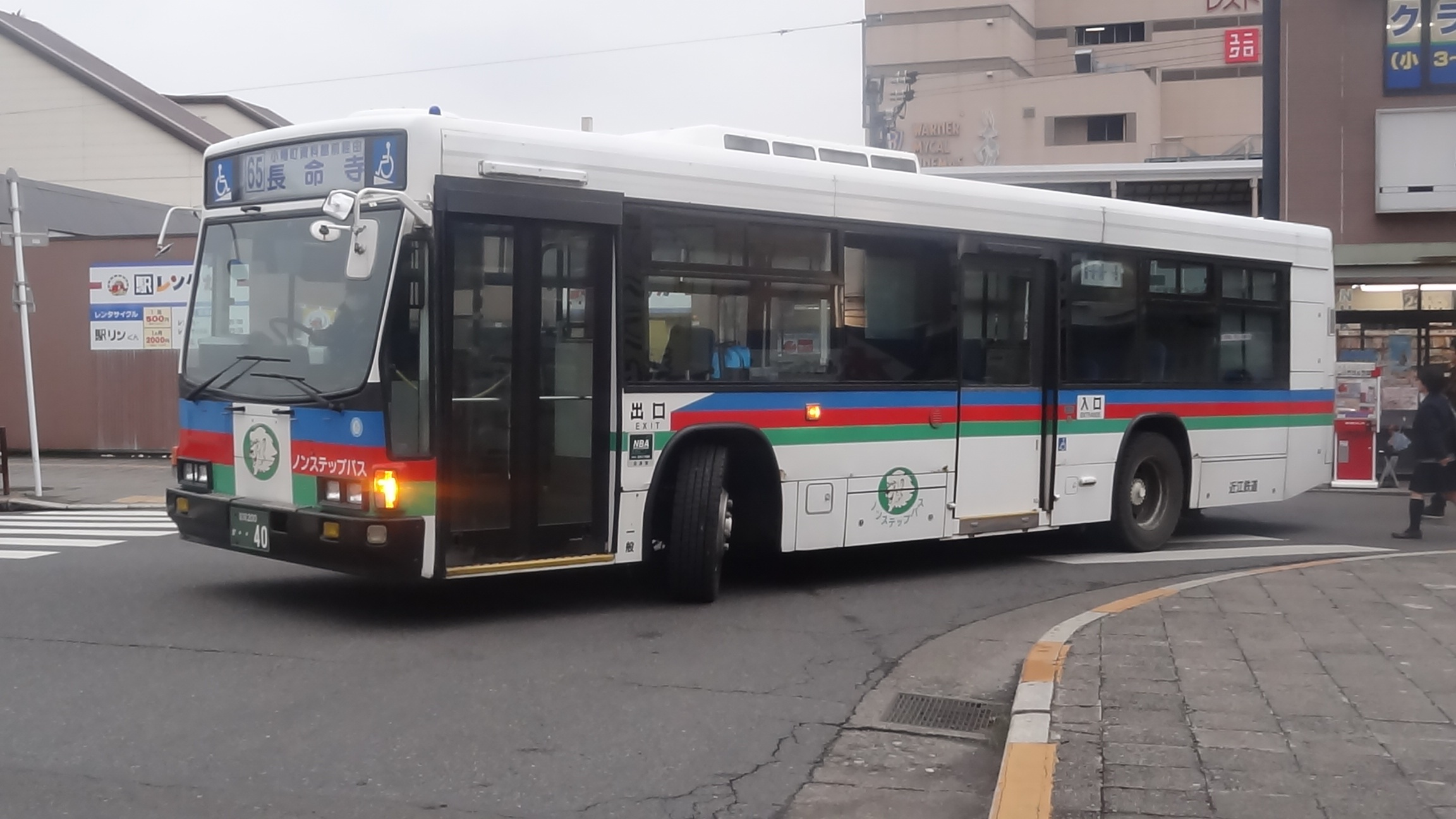
中引L尺 KC-LV832L 近江鉄道
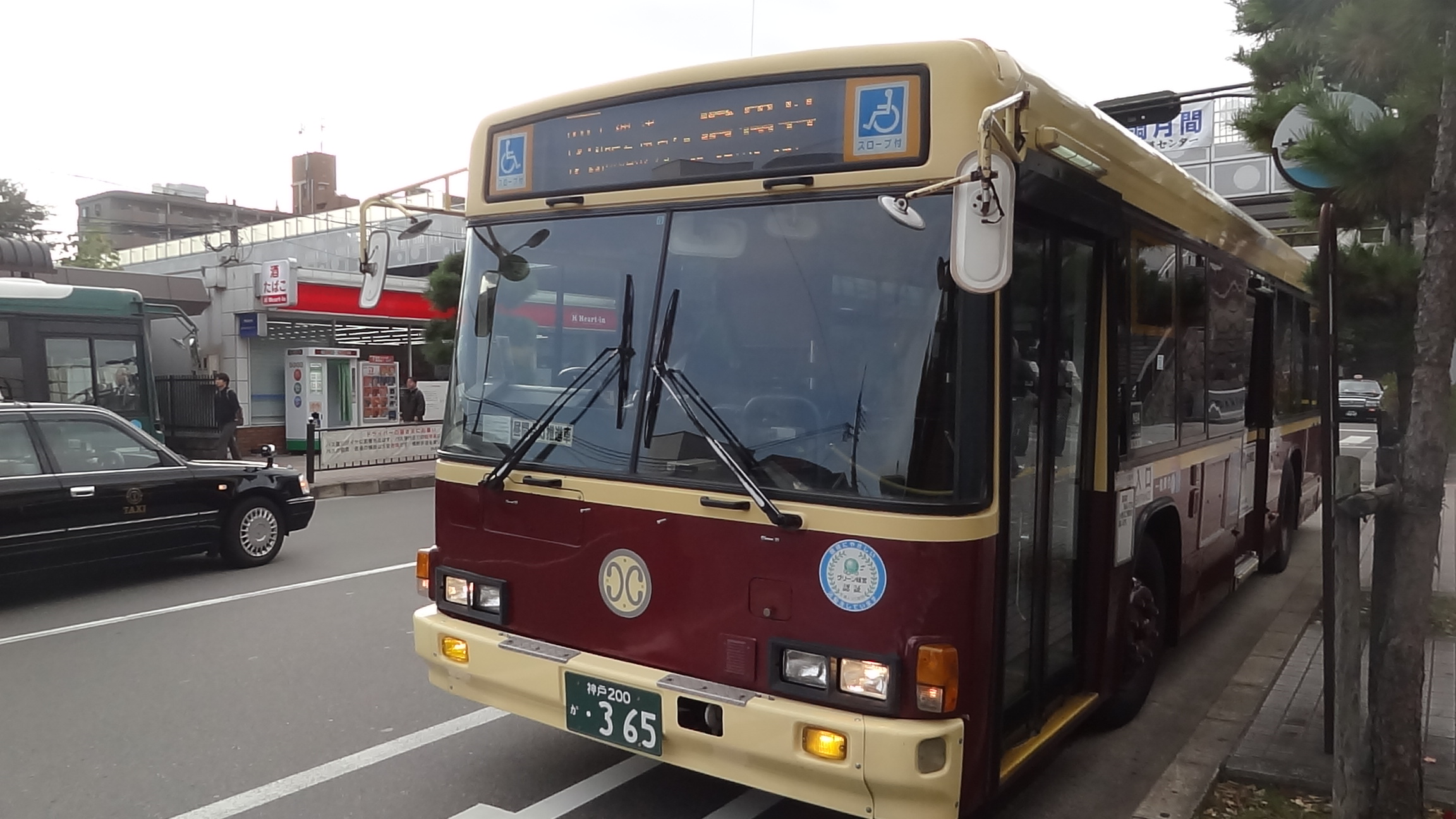
東武面仕様L尺 KC-LV832L 伊丹市交通局
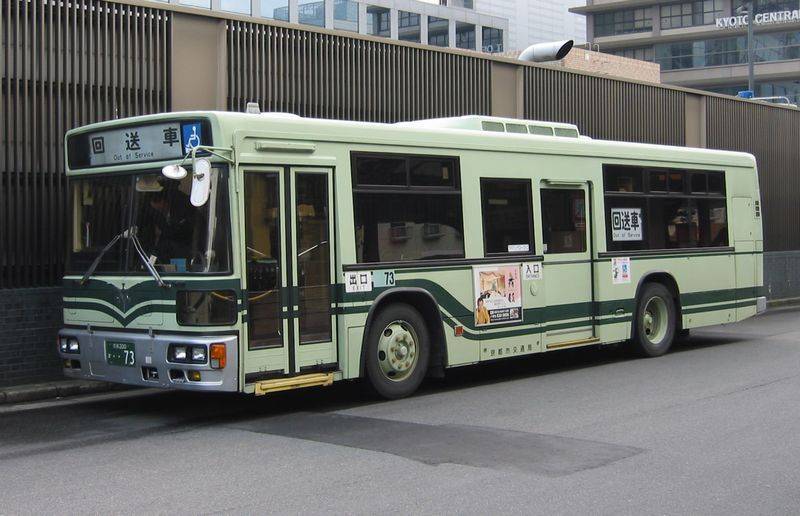
西工96MC架装車L尺 KC-LV832L 京都市交通局

## 低公害車両

### CNG車
CNG車は2014年5月現在、新車導入された全車両が、製造時に搭載されたガスボンベの使用期限を迎え、もしくは車両の老朽化により除籍され、ハイブリッド車または通常のディーゼル車などに代替されている。ガスボンベの検査や交換作業に多額の費用がかかり、ディーゼル車や他の低公害車などと比較して、燃料費以外の維持費が高額であるため、他の事業者への移籍による再利用も難しく、ほとんどの車両が解体されている。

#### CNGツーステップバス
1994年（平成6年）にCNG車のプロトタイプがKC-LV280*改として登場した。1995年（平成7年）に型式を取得してNE-LV288/388系となった。8PF1エンジン (240PS) を採用し、床下に鋼製ガスボンベを搭載するため、左側ホイールベース部分の充填口（ベース車の給油口）付近や後部にグリルが増設され、屋根には安全弁を装着している。また永久磁石式リターダを装備する。1998年以降はガスボンベがノンステップバス同様のアルミライナー製となった。東京都交通局、名古屋市交通局、京都市交通局、大阪市交通局などが導入した。
型式は以下のとおり。
|              | WB4.8m    | WB5.3m    |
| ------------ | --------- | --------- |
| エアサス車   | NE-LV288L | NE-LV288N |
| リーフサス車 | NE-LV388L | NE-LV388N |

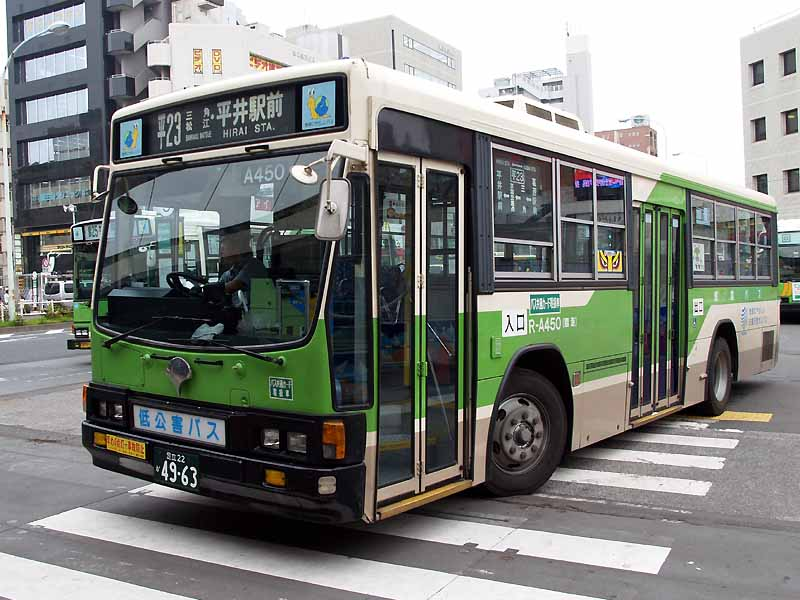
CNG車（試作型） KC-LV280L改 東京都交通局
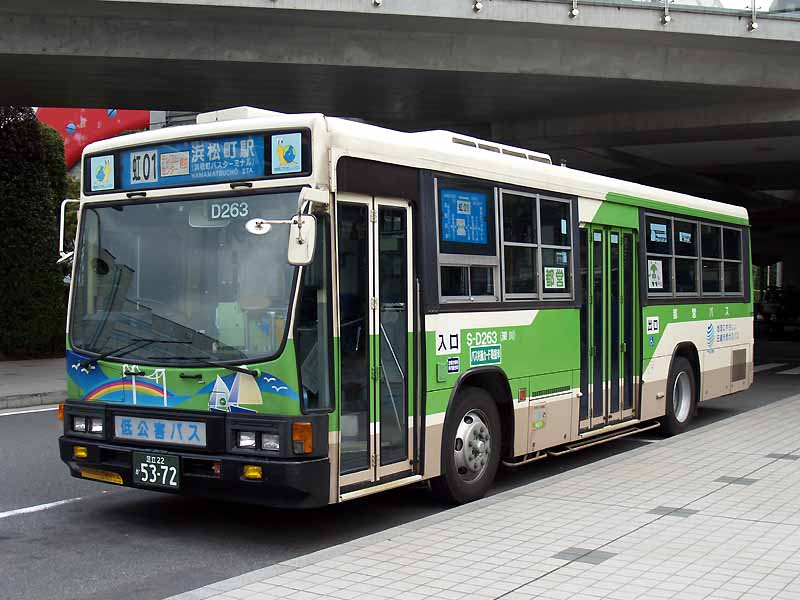
CNG車 NE-LV288L 東京都交通局

#### CNGフルノンステップバス
1999年（平成11年）には高圧ガス保安法の改定により、CNG車のガスボンベに軽量素材が使用可能となったため、日産ディーゼルとほぼ同時にCNGノンステップバスも試作的に製造開始。6HA1エンジン (190PS) を採用し、屋根に150リットルのアルミライナー製ガスボンベを5基搭載し、路線バスのバリアフリー化と低公害化を両立した。東京都交通局(S-E400)、横浜市交通局 (9-1531) 、川崎市交通局 (S-1002) 、名古屋市交通局 (NS-7) 、大阪市交通局などで導入された。型式はKC-LV832L改である。N尺は製造されていない。試作的要素が高く故障が多発していたため、名古屋市交通局では研修車に改造されあまり使用されていなかった。このCNGノンステップバスは、高圧ガス保安法に基づくガスタンクの耐用年数の関係から、販売されたすべての車両が既に廃車されている。
WB4.8mのみが製造され、型式はKC-LV832L改となった。

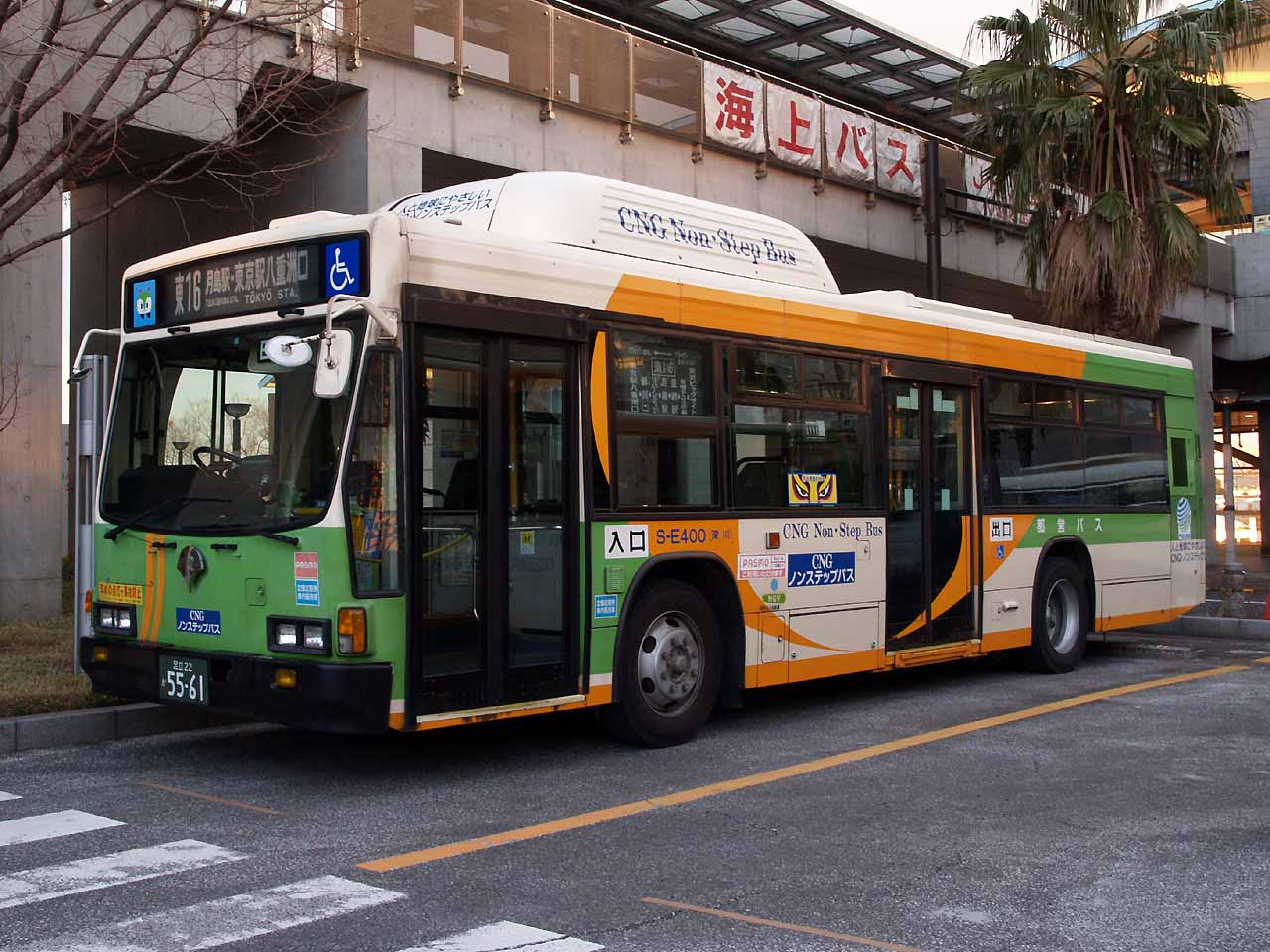
CNGノンステップ KC-LV832L改 東京都交通局

### CHASSE（シャッセ：蓄圧式ハイブリッド車）

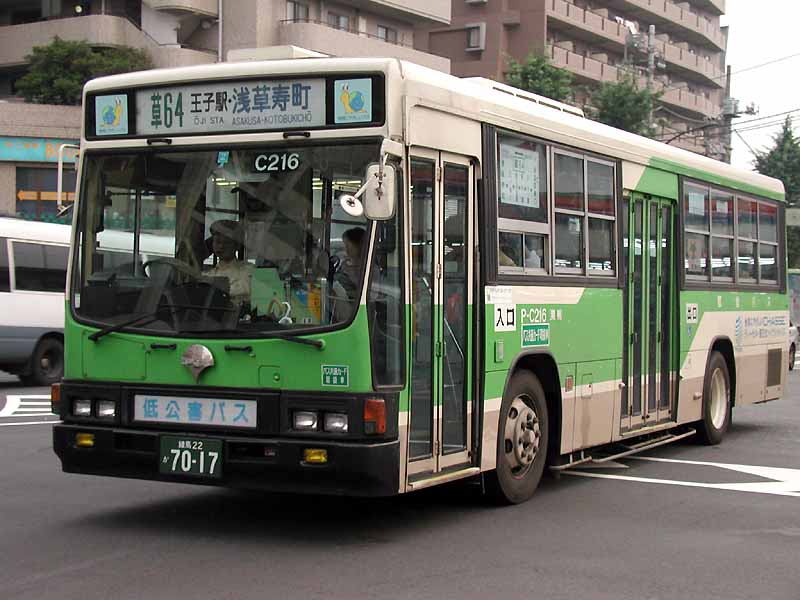
蓄圧式ハイブリッド車"CHASSE"（東京都交通局）

地上設備の不要な低公害車として1996年（平成8年）に登場した蓄圧式ハイブリッドツーステップバス。CHASSEの由来は Clean Hybrid Assist System for Saving Energy の頭字語から来ている。基本的な構造は三菱ふそう・エアロスターのMBECSと同様のパラレル蓄圧式ハイブリッドである。8PD1エンジン(240PS)を採用し、機械式AT「NAVi」を搭載していた。
しかしハイブリッド機構が1700kgと重く、効果も減速時・発進時に限られることから重量増の割に満足できるものではなく、加えて構造上低床化が不可能だったことから合計16台しか製造されず、1998年（平成10年）で製造が打ち切られた。半数以上の14台を購入した東京都交通局では、2006年（平成18年）3月までにハイブリッド機構を停止し撤去して使用していた。この際に「低公害バス」の行灯部分に蓋をしたり、側面後方の「CHASSE」表記を消去した。東京都交通局以外の導入例は、横浜市交通局（横浜市営バス）と川崎市交通局（川崎市バス）に各1台である。
N尺車は製造されていないが、設定はあった。
型式は以下のとおり。
| WB4.8m      | WB5.3m      |
| ----------- | ----------- |
| KC-LV280L改 | KC-LV280N改 |

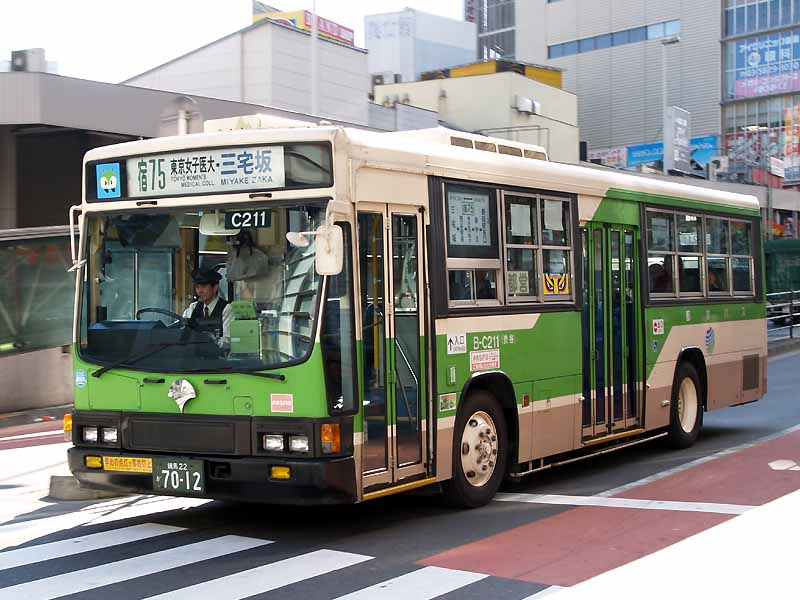
ハイブリッド機構撤去後
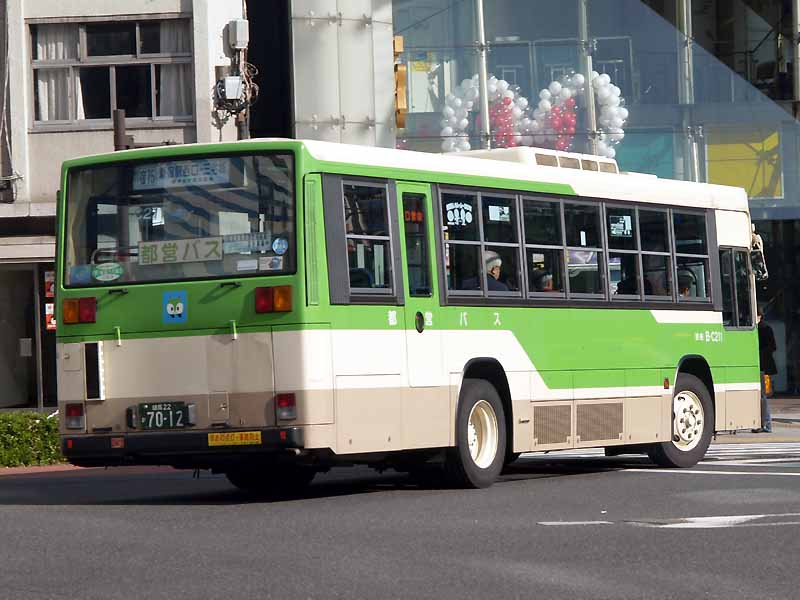
右側と後部

## 教習車
道路交通法改正前の大型二種自動車免許試験車に「大型幅の中型車両」としてLT系が採用された。道路交通法改正により中型自動車免許が新設されてからは、中型二種自動車免許試験車両として用いられている。

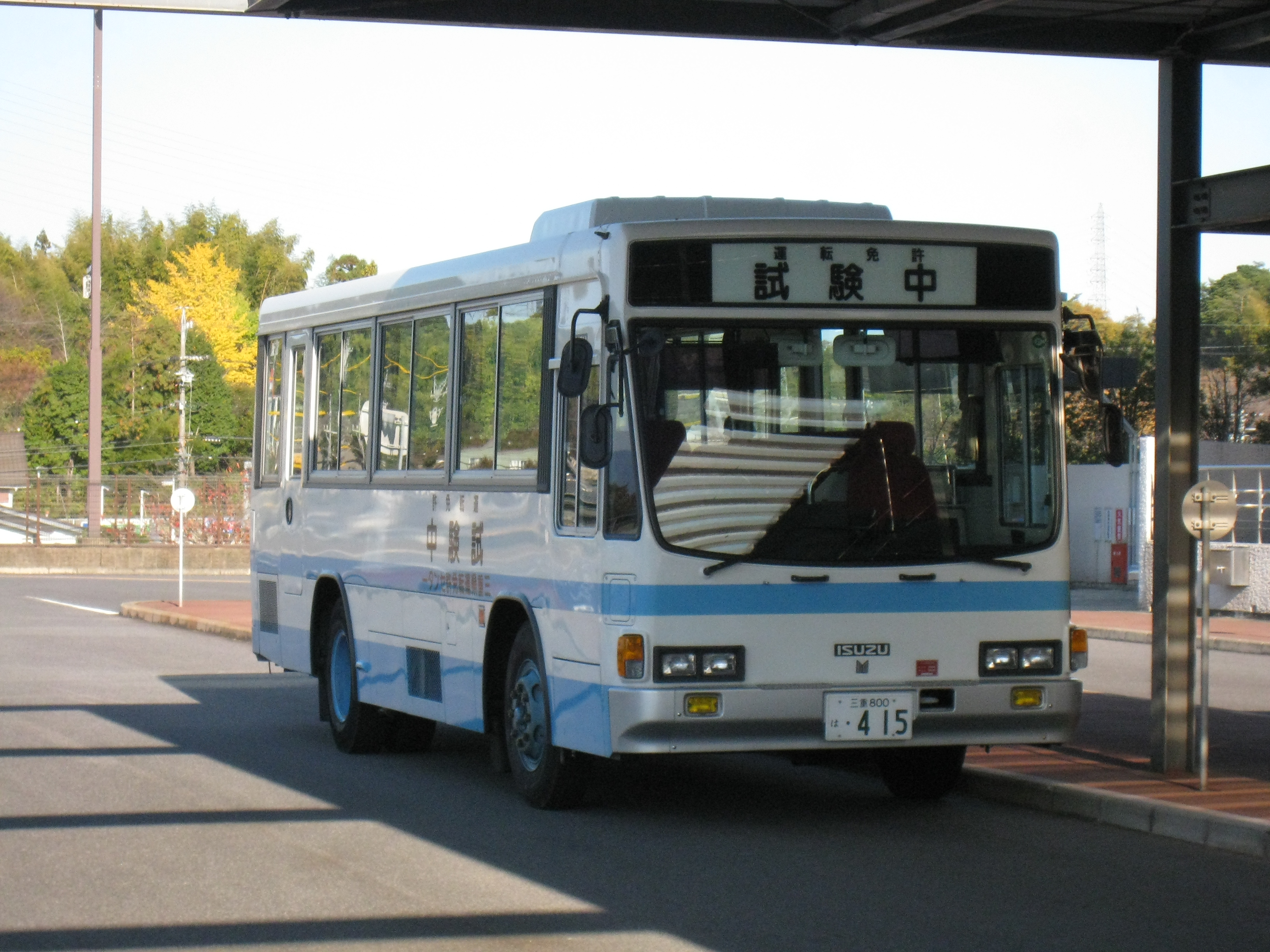
キュービックLT中型二種試験車 三重県運転免許センター

## 指定以外の車体架装メーカー
なおいすゞLV（路線）系は個性的デザインの標準ボディを嫌った事業者も多かったため、指定メーカー以外の車体架装例が多い。富士重工業製車体の架装例は関東・東海地方を中心に多く見られる。この場合、1988年（昭和63年）（LTとLVの一部は1990年（平成2年））までは15型（5Eまたは5B）、その後は17型（7Eまたは7B）を架装する。
また西日本車体工業製車体の架装例も、近畿・九州を中心に西日本で見られる。こちらは1996年（平成8年）まで58MC、それ以降が96MCとなる。ただしLVのみでLTへの架装例はない。
1985年 - 1988年の製作車に限り北村製作所によるスケルトンボディー架装例も存在するが、これは新潟交通がP-LV314Qに架装した100台、頸城自動車がP-LT312Jに架装した1台、日本赤十字社新潟県支部の献血車（型式・台数不明）など、納入例はごく僅かである。北村製作所は山形交通・頸城自動車にはモノコックボディーを架装したLTを納入している。
いすゞバス製造がいすゞ自動車の100%出資になった1996年（平成8年）以降、富士重工製車体の架装例は激減した。このため、1998年（平成10年）以降の同社架装車両は全て改造型式扱いとなった。

### 富士重工

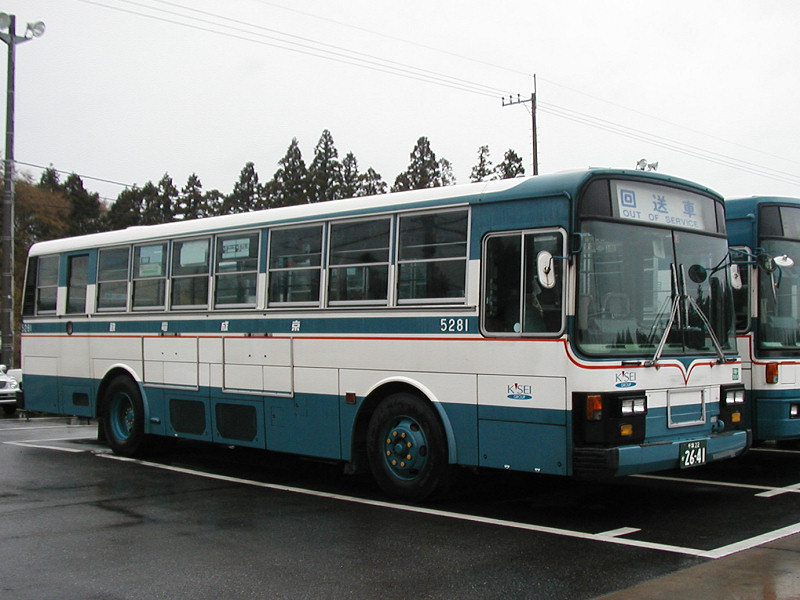
富士重工架装車 (5E) 京成電鉄 P-LV314L
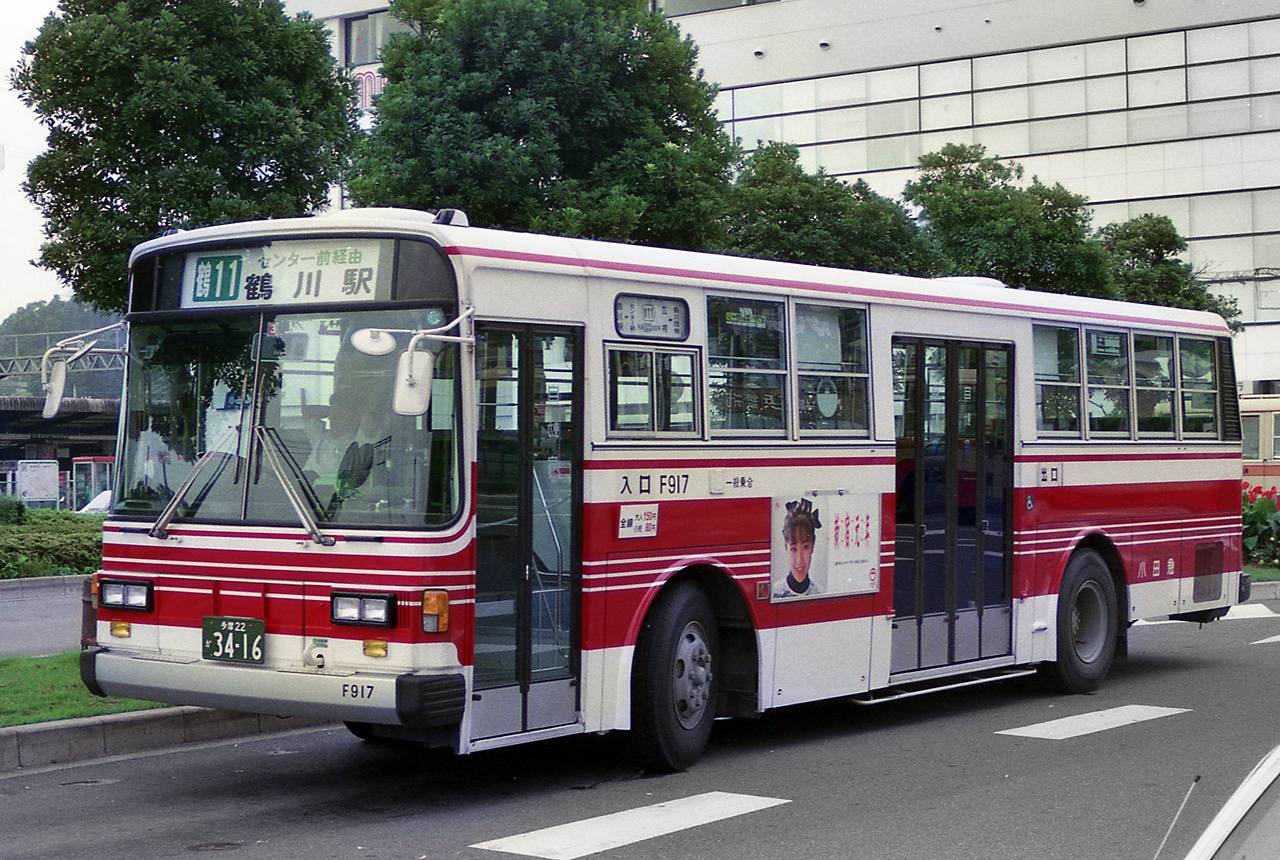
富士重工架装車 (5E) 小田急バス P-LV314L
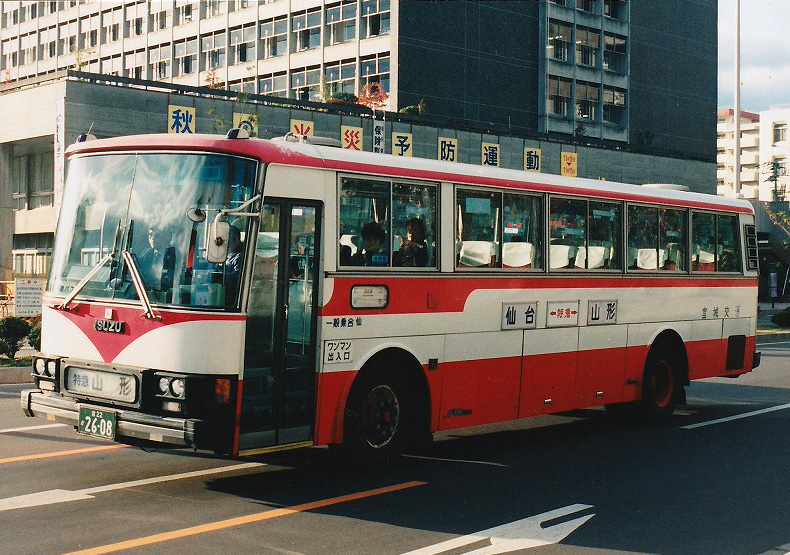
富士重工架装車 (5B) 宮城交通 P-LV218N
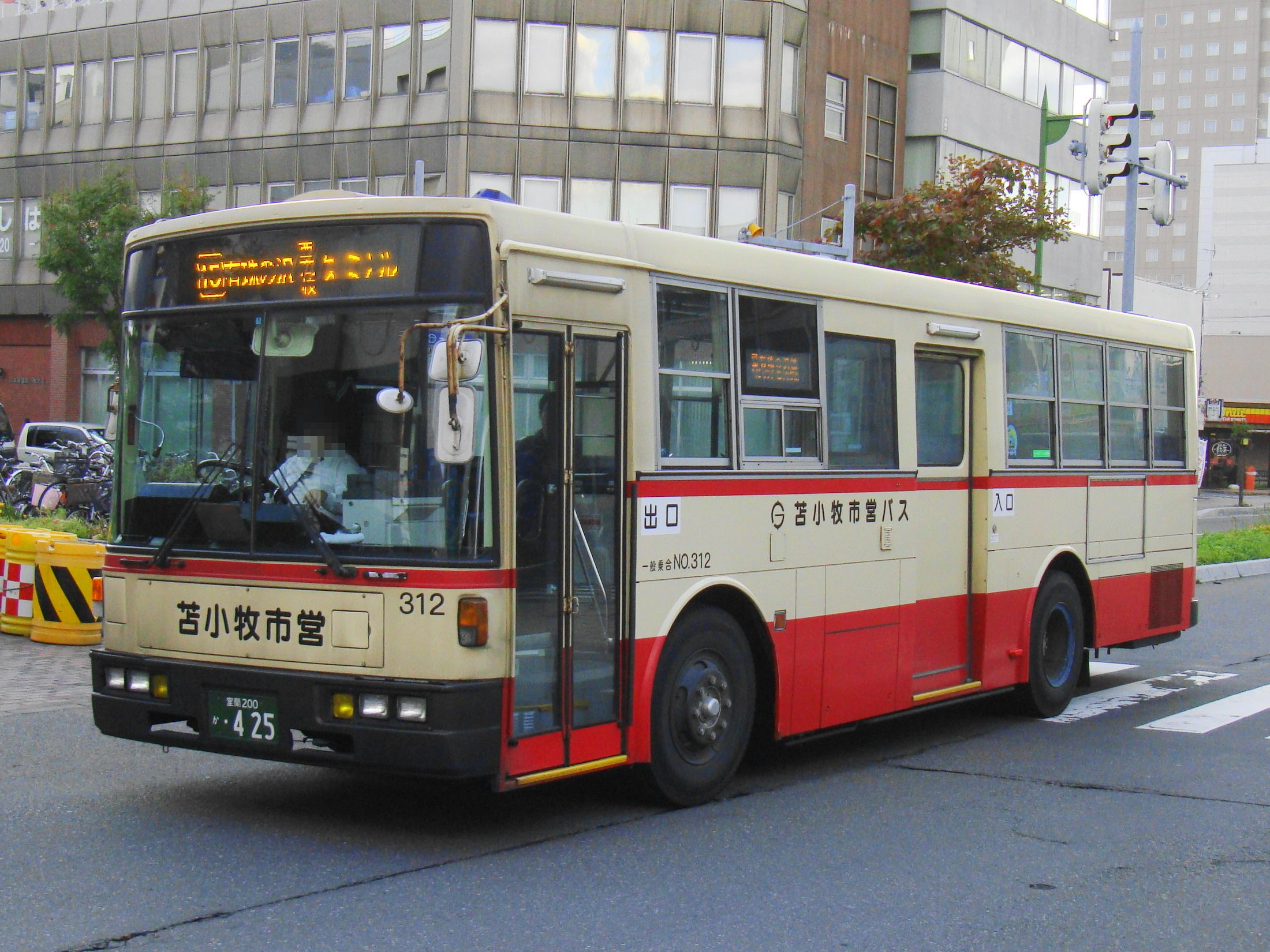
富士重工架装車 (7E) 苫小牧市交通部 U-LV324K
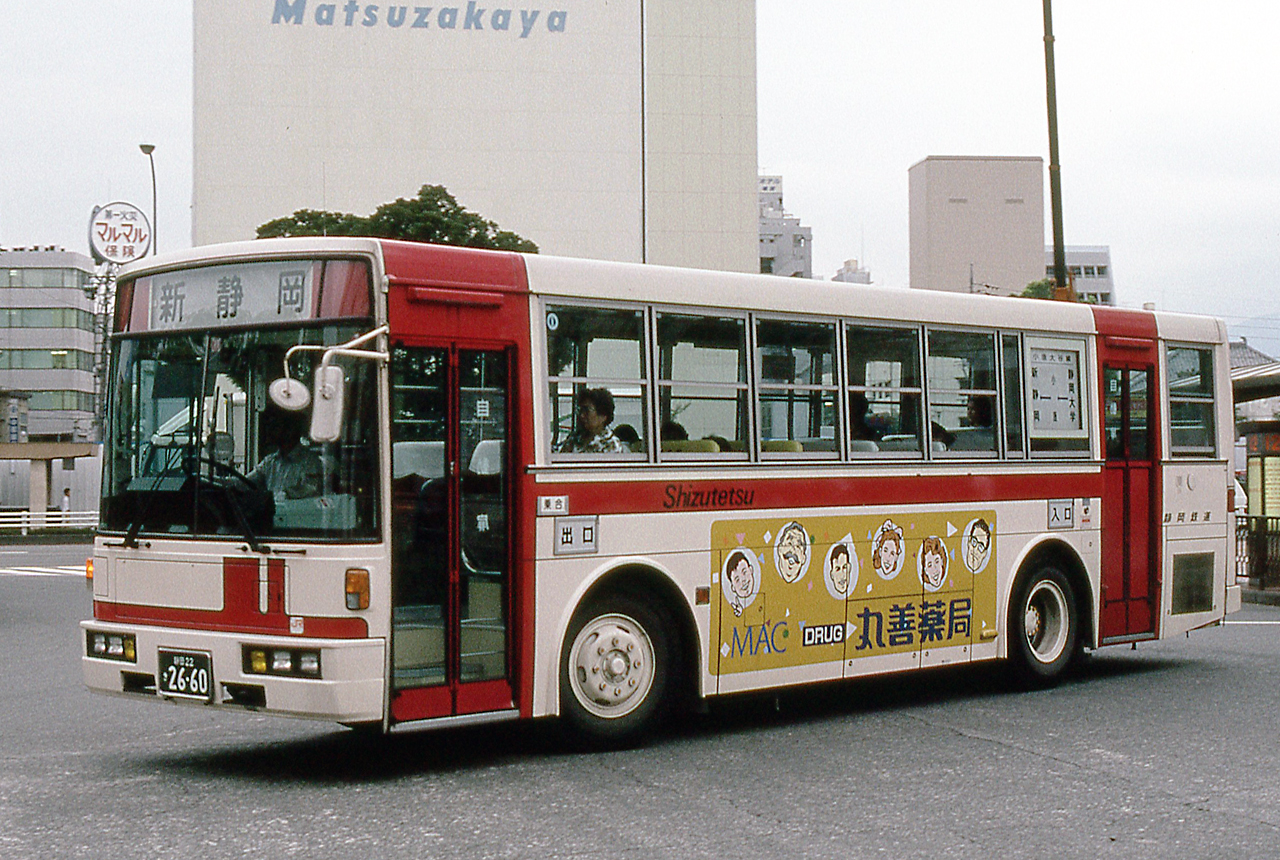
富士重工架装車 (7E) 静岡鉄道（撮影当時） U-LV324K
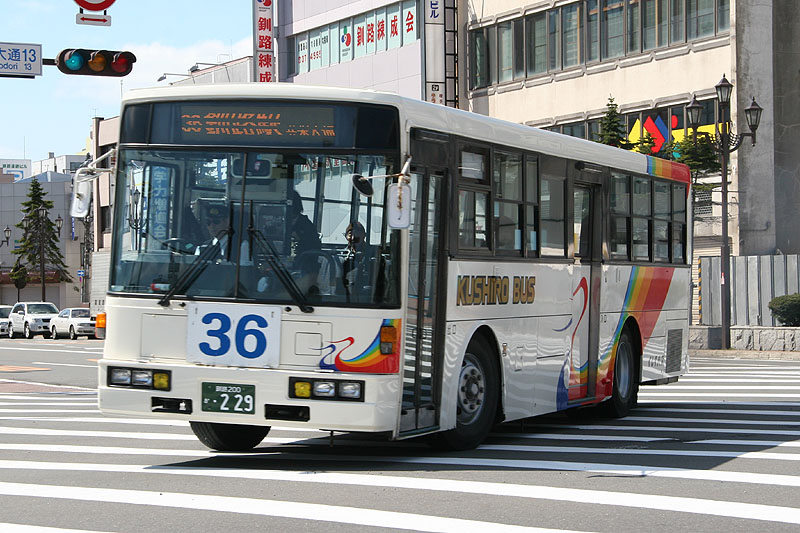
富士重工架装車 (7E) くしろバス U-LV324L
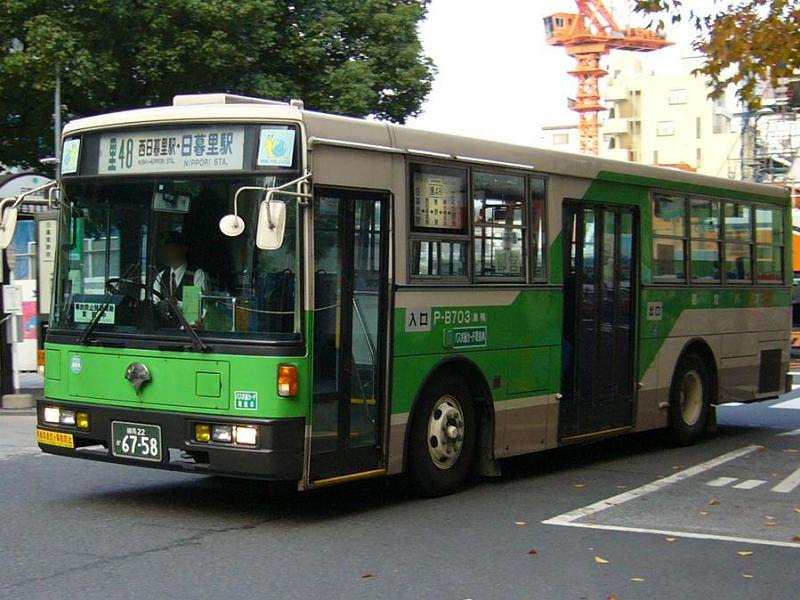
富士重工架装車 (7E) 東京都交通局 KC-LV380L

### 西日本車体工業

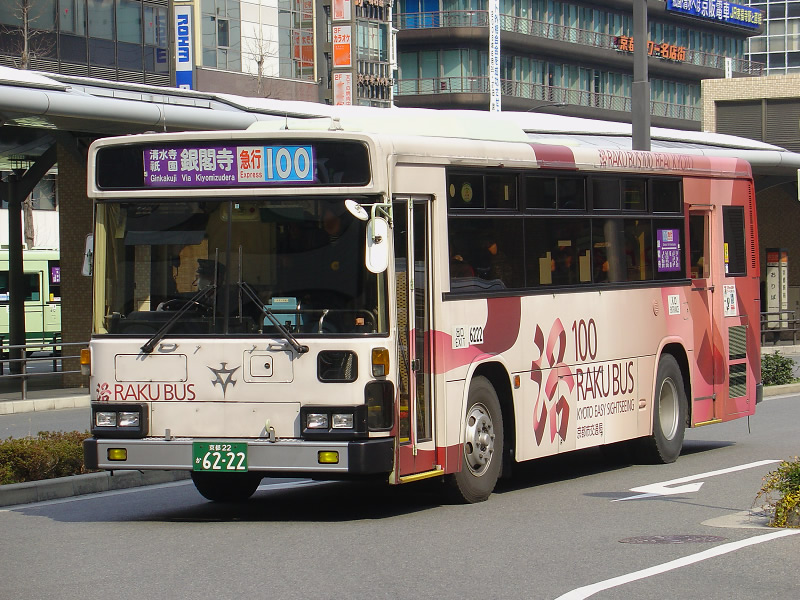
西工架装車（58MC・B-I） 京都市交通局
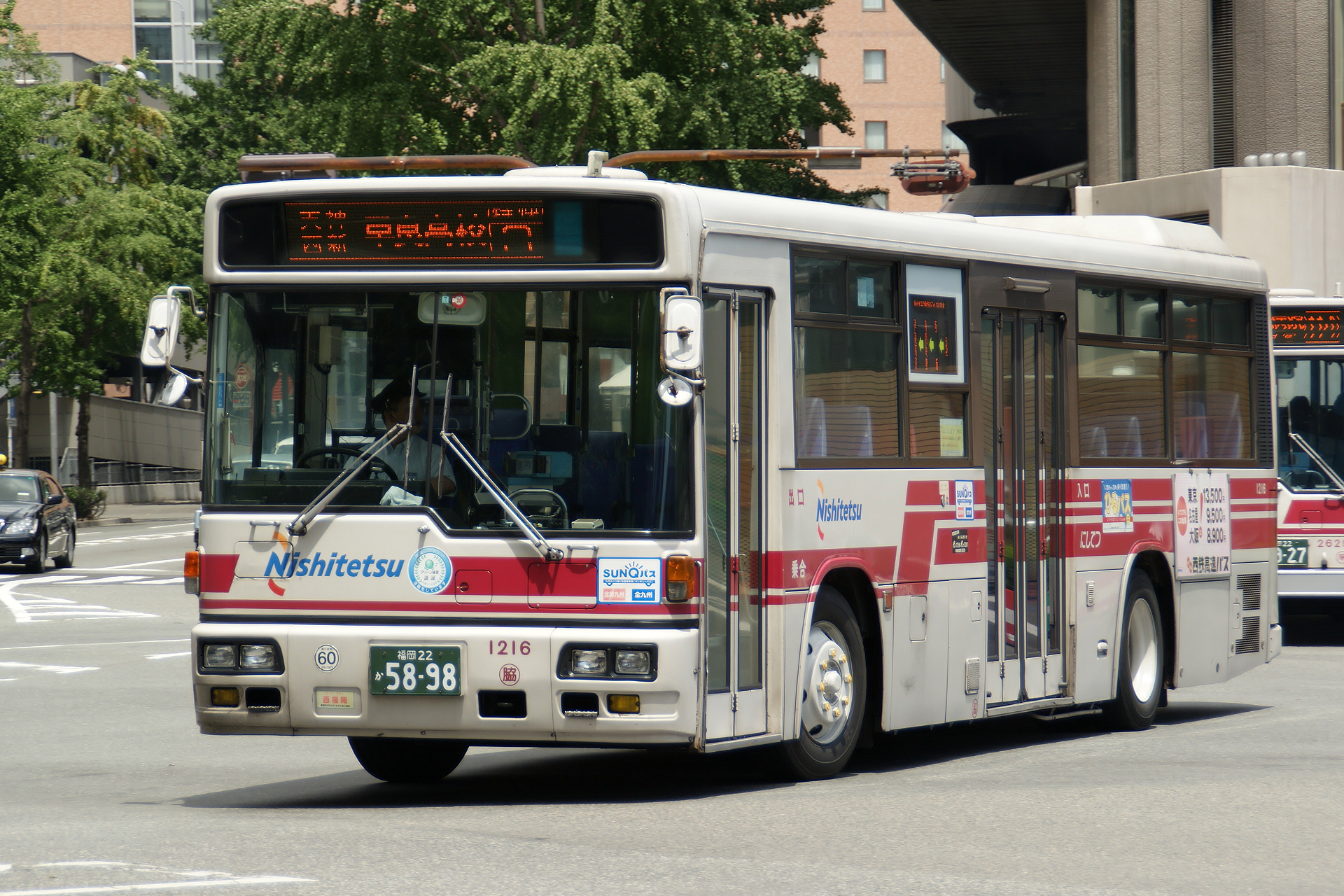
西工架装車（96MC・B-II） 西日本鉄道

### 北村製作所

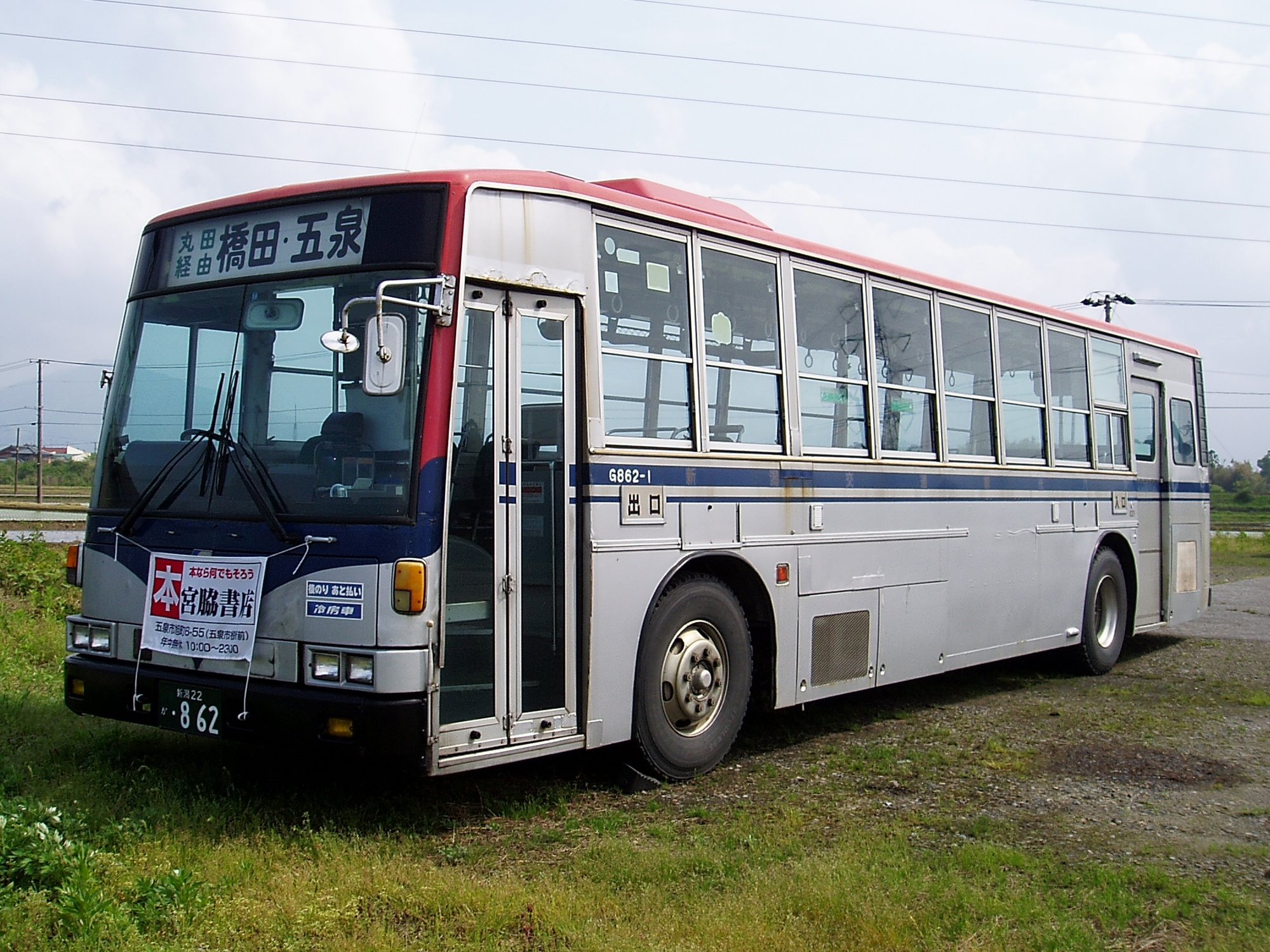
北村製作所架装車 新潟交通 P-LV314Q
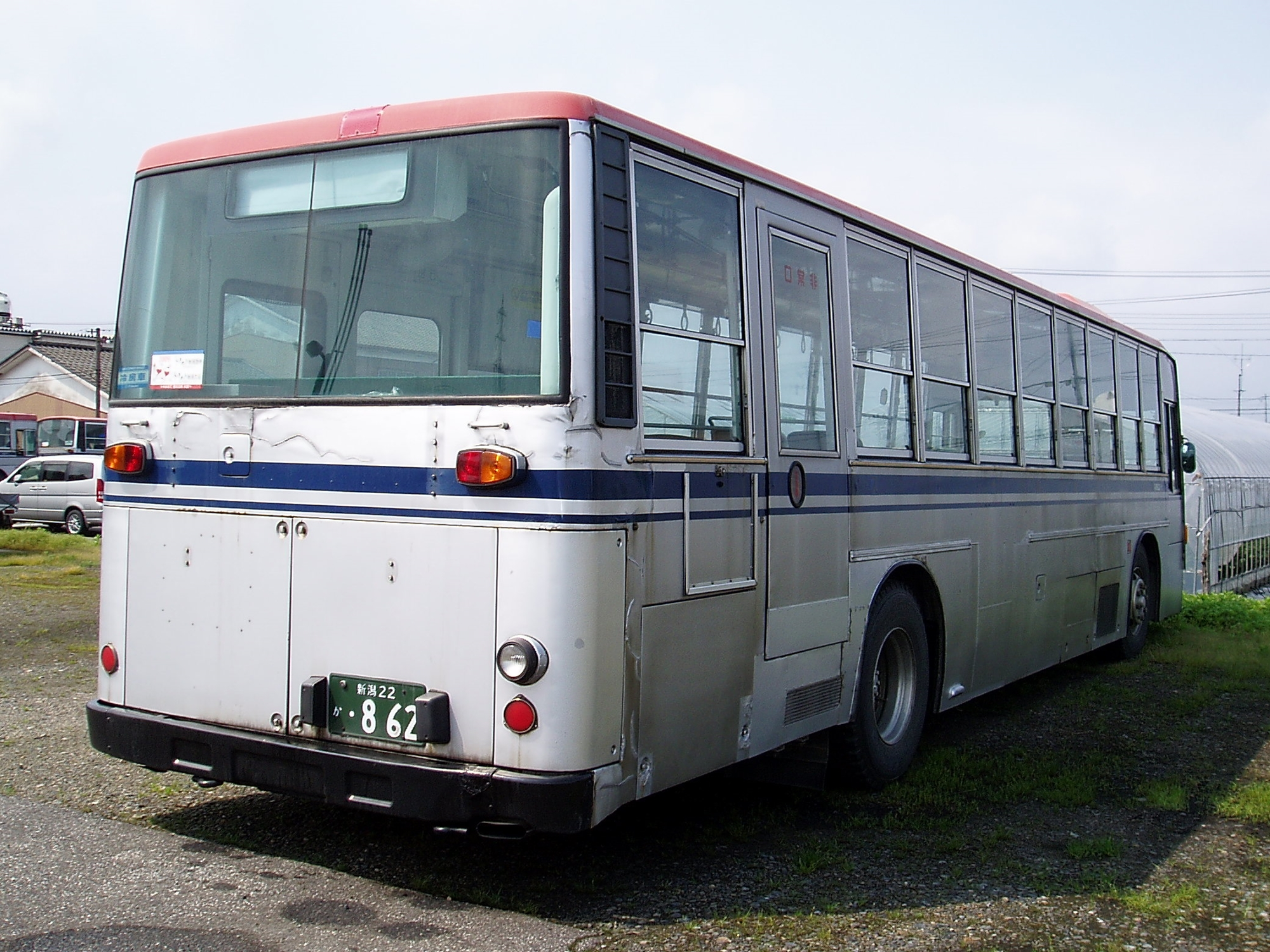
北村製作所架装車の後部は曲面ガラス構成 新潟交通 P-LV314Q
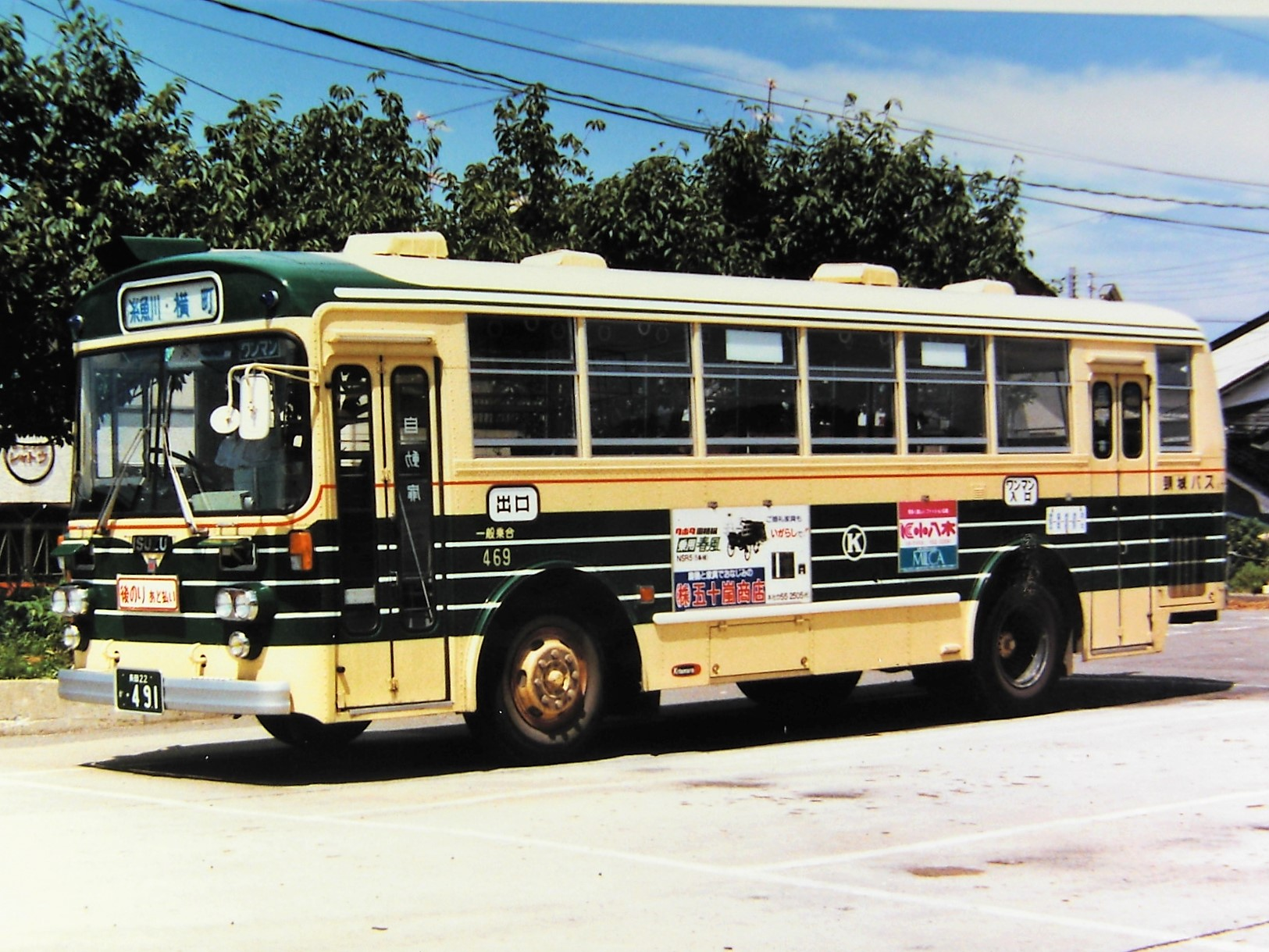
頸城自動車に1台だけ納入された北村製作所モノコック車体のP-LT312J
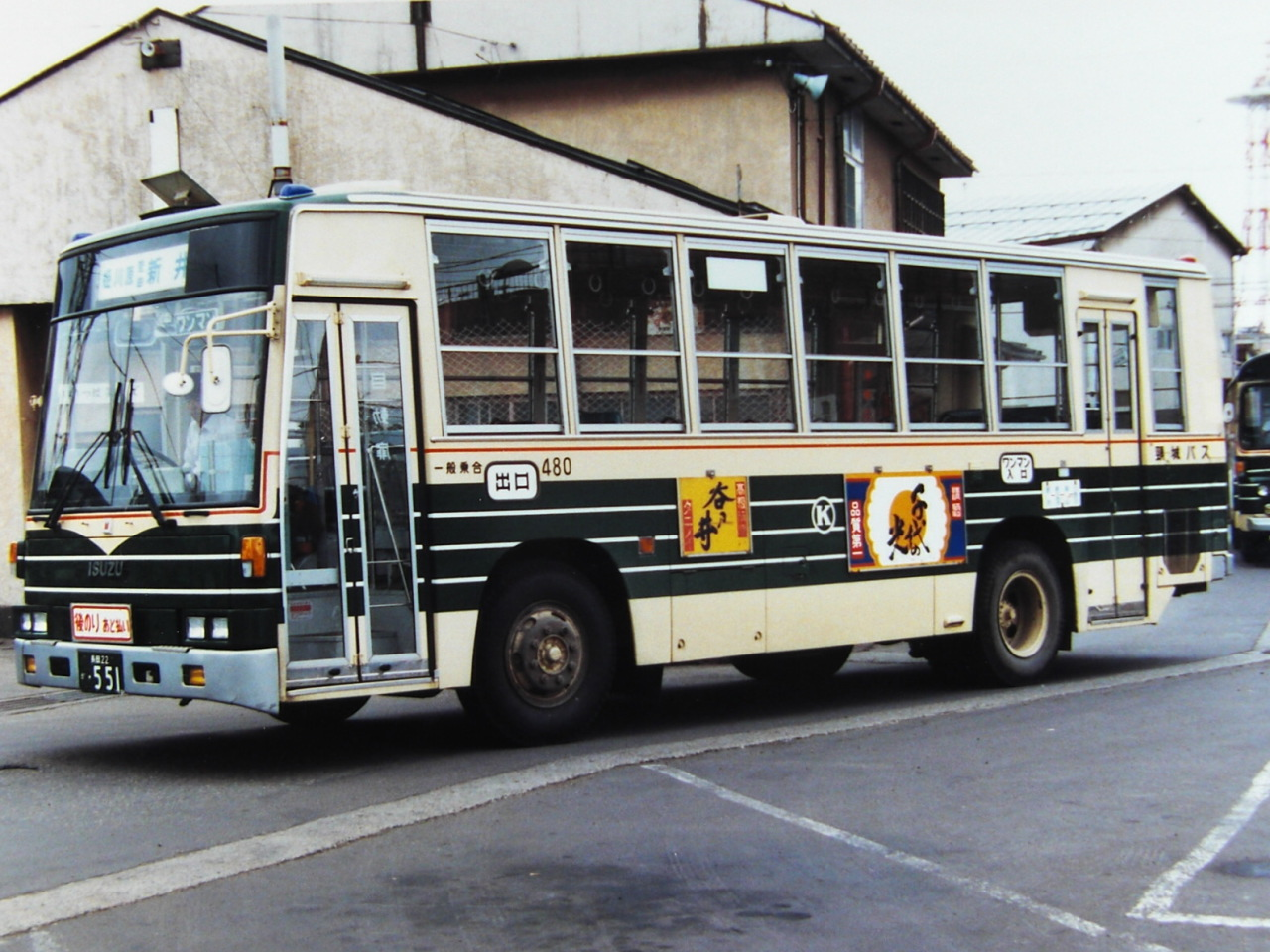
頸城自動車に1台だけ納入された北村製作所スケルトン車体のP-LT312J